# Llista d'asteroides (299001-300000)
Llista d'asteroides del 299.001 al 230.000, amb data de descoberta i descobridor. És un fragment de la llista d'asteroides completa. Als asteroides se'ls dona un número quan es confirma la seva òrbita, per tant apareixen llistats aproximadament segons la data de descobriment.

## 299001-299100
| Nom    | Designació provisional | Data de descobriment   | Lloc de descobriment | Descobridor/s          |
| ------ | ---------------------- | ---------------------- | -------------------- | ---------------------- |
| 299001 | 2004 XH80              | 10 de desembre de 2004 | Socorro              | LINEAR                 |
| 299002 | 2004 XN87              | 9 de desembre de 2004  | Catalina             | CSS                    |
| 299003 | 2004 XP87              | 9 de desembre de 2004  | Catalina             | CSS                    |
| 299004 | 2004 XD88              | 9 de desembre de 2004  | Kitt Peak            | Spacewatch             |
| 299005 | 2004 XJ92              | 11 de desembre de 2004 | Socorro              | LINEAR                 |
| 299006 | 2004 XW96              | 11 de desembre de 2004 | Kitt Peak            | Spacewatch             |
| 299007 | 2004 XA100             | 12 de desembre de 2004 | Kitt Peak            | Spacewatch             |
| 299008 | 2004 XQ104             | 10 de desembre de 2004 | Socorro              | LINEAR                 |
| 299009 | 2004 XD106             | 11 de desembre de 2004 | Socorro              | LINEAR                 |
| 299010 | 2004 XT111             | 9 de desembre de 2004  | Catalina             | CSS                    |
| 299011 | 2004 XO129             | 15 de desembre de 2004 | Kitt Peak            | Spacewatch             |
| 299012 | 2004 XH135             | 15 de desembre de 2004 | Socorro              | LINEAR                 |
| 299013 | 2004 XC136             | 15 de desembre de 2004 | Socorro              | LINEAR                 |
| 299014 | 2004 XT143             | 9 de desembre de 2004  | Kitt Peak            | Spacewatch             |
| 299015 | 2004 YB4               | 16 de desembre de 2004 | Kitt Peak            | Spacewatch             |
| 299016 | 2004 YC4               | 16 de desembre de 2004 | Kitt Peak            | Spacewatch             |
| 299017 | 2004 YX6               | 18 de desembre de 2004 | Mount Lemmon         | Mt. Lemmon Survey      |
| 299018 | 2004 YK21              | 18 de desembre de 2004 | Mount Lemmon         | Mt. Lemmon Survey      |
| 299019 | 2004 YD24              | 16 de desembre de 2004 | Kitt Peak            | Spacewatch             |
| 299020 | 2005 AR3               | 5 de gener de 2005     | Vicques              | M. Ory                 |
| 299021 | 2005 AW3               | 1 de gener de 2005     | Catalina             | CSS                    |
| 299022 | 2005 AP12              | 6 de gener de 2005     | Catalina             | CSS                    |
| 299023 | 2005 AO15              | 7 de gener de 2005     | Socorro              | LINEAR                 |
| 299024 | 2005 AU15              | 6 de gener de 2005     | Socorro              | LINEAR                 |
| 299025 | 2005 AK16              | 6 de gener de 2005     | Socorro              | LINEAR                 |
| 299026 | 2005 AL17              | 6 de gener de 2005     | Socorro              | LINEAR                 |
| 299027 | 2005 AO18              | 7 de gener de 2005     | Socorro              | LINEAR                 |
| 299028 | 2005 AS26              | 13 de gener de 2005    | Mayhill              | A. Lowe                |
| 299029 | 2005 AU27              | 11 de gener de 2005    | Socorro              | LINEAR                 |
| 299030 | 2005 AJ31              | 11 de gener de 2005    | Socorro              | LINEAR                 |
| 299031 | 2005 AQ37              | 13 de gener de 2005    | Kitt Peak            | Spacewatch             |
| 299032 | 2005 AT37              | 13 de gener de 2005    | Kitt Peak            | Spacewatch             |
| 299033 | 2005 AH40              | 15 de gener de 2005    | Socorro              | LINEAR                 |
| 299034 | 2005 AN41              | 15 de gener de 2005    | Socorro              | LINEAR                 |
| 299035 | 2005 AT51              | 13 de gener de 2005    | Catalina             | CSS                    |
| 299036 | 2005 AV52              | 13 de gener de 2005    | Kitt Peak            | Spacewatch             |
| 299037 | 2005 AU55              | 15 de gener de 2005    | Socorro              | LINEAR                 |
| 299038 | 2005 AJ58              | 15 de gener de 2005    | Socorro              | LINEAR                 |
| 299039 | 2005 AW61              | 15 de gener de 2005    | Kitt Peak            | Spacewatch             |
| 299040 | 2005 AC66              | 13 de gener de 2005    | Kitt Peak            | Spacewatch             |
| 299041 | 2005 AR66              | 13 de gener de 2005    | Kitt Peak            | Spacewatch             |
| 299042 | 2005 AA80              | 15 de gener de 2005    | Kitt Peak            | Spacewatch             |
| 299043 | 2005 BL                | 16 de gener de 2005    | Desert Eagle         | W. K. Y. Yeung         |
| 299044 | 2005 BC4               | 16 de gener de 2005    | Kitt Peak            | Spacewatch             |
| 299045 | 2005 BG10              | 16 de gener de 2005    | Kitt Peak            | Spacewatch             |
| 299046 | 2005 BP13              | 17 de gener de 2005    | Kitt Peak            | Spacewatch             |
| 299047 | 2005 BU18              | 16 de gener de 2005    | Kitt Peak            | Spacewatch             |
| 299048 | 2005 BH42              | 16 de gener de 2005    | Mauna Kea            | C. Veillet             |
| 299049 | 2005 BL49              | 17 de gener de 2005    | Kitt Peak            | Spacewatch             |
| 299050 | 2005 BS49              | 18 de gener de 2005    | Catalina             | CSS                    |
| 299051 | 2005 CB3               | 1 de febrer de 2005    | Catalina             | CSS                    |
| 299052 | 2005 CT4               | 1 de febrer de 2005    | Catalina             | CSS                    |
| 299053 | 2005 CP5               | 1 de febrer de 2005    | Palomar              | NEAT                   |
| 299054 | 2005 CJ8               | 1 de febrer de 2005    | Catalina             | CSS                    |
| 299055 | 2005 CK8               | 1 de febrer de 2005    | Catalina             | CSS                    |
| 299056 | 2005 CE13              | 2 de febrer de 2005    | Kitt Peak            | Spacewatch             |
| 299057 | 2005 CE15              | 2 de febrer de 2005    | Kitt Peak            | Spacewatch             |
| 299058 | 2005 CW16              | 2 de febrer de 2005    | Socorro              | LINEAR                 |
| 299059 | 2005 CP20              | 2 de febrer de 2005    | Catalina             | CSS                    |
| 299060 | 2005 CH29              | 1 de febrer de 2005    | Kitt Peak            | Spacewatch             |
| 299061 | 2005 CE31              | 1 de febrer de 2005    | Kitt Peak            | Spacewatch             |
| 299062 | 2005 CC34              | 2 de febrer de 2005    | Kitt Peak            | Spacewatch             |
| 299063 | 2005 CK36              | 3 de febrer de 2005    | Socorro              | LINEAR                 |
| 299064 | 2005 CG48              | 2 de febrer de 2005    | Socorro              | LINEAR                 |
| 299065 | 2005 CM49              | 2 de febrer de 2005    | Catalina             | CSS                    |
| 299066 | 2005 CB50              | 2 de febrer de 2005    | Socorro              | LINEAR                 |
| 299067 | 2005 CL53              | 3 de febrer de 2005    | Socorro              | LINEAR                 |
| 299068 | 2005 CH60              | 13 de gener de 2005    | Socorro              | LINEAR                 |
| 299069 | 2005 CD66              | 9 de febrer de 2005    | Socorro              | LINEAR                 |
| 299070 | 2005 CS66              | 9 de febrer de 2005    | Mount Lemmon         | Mt. Lemmon Survey      |
| 299071 | 2005 CW76              | 9 de febrer de 2005    | Anderson Mesa        | LONEOS                 |
| 299072 | 2005 DF3               | 17 de febrer de 2005   | La Silla             | A. Boattini, H. Scholl |
| 299073 | 2005 EK1               | 3 de març de 2005      | Socorro              | LINEAR                 |
| 299074 | 2005 EO9               | 2 de març de 2005      | Kitt Peak            | Spacewatch             |
| 299075 | 2005 EX10              | 2 de març de 2005      | Kitt Peak            | Spacewatch             |
| 299076 | 2005 EJ11              | 2 de març de 2005      | Catalina             | CSS                    |
| 299077 | 2005 EB12              | 2 de març de 2005      | Catalina             | CSS                    |
| 299078 | 2005 ES14              | 3 de març de 2005      | Kitt Peak            | Spacewatch             |
| 299079 | 2005 EQ25              | 3 de març de 2005      | Catalina             | CSS                    |
| 299080 | 2005 EG27              | 3 de març de 2005      | Catalina             | CSS                    |
| 299081 | 2005 EK39              | 8 de març de 2005      | Junk Bond            | Junk Bond              |
| 299082 | 2005 EV41              | 2 de març de 2005      | Kitt Peak            | Spacewatch             |
| 299083 | 2005 EV46              | 3 de març de 2005      | Catalina             | CSS                    |
| 299084 | 2005 EF47              | 3 de març de 2005      | Kitt Peak            | Spacewatch             |
| 299085 | 2005 EY51              | 3 de març de 2005      | Kitt Peak            | Spacewatch             |
| 299086 | 2005 EJ60              | 4 de març de 2005      | Catalina             | CSS                    |
| 299087 | 2005 EN61              | 4 de març de 2005      | Catalina             | CSS                    |
| 299088 | 2005 ET64              | 4 de març de 2005      | Mount Lemmon         | Mt. Lemmon Survey      |
| 299089 | 2005 EZ64              | 4 de març de 2005      | Socorro              | LINEAR                 |
| 299090 | 2005 EB65              | 4 de març de 2005      | Socorro              | LINEAR                 |
| 299091 | 2005 ES67              | 4 de març de 2005      | Mount Lemmon         | Mt. Lemmon Survey      |
| 299092 | 2005 EV69              | 7 de març de 2005      | Socorro              | LINEAR                 |
| 299093 | 2005 EJ77              | 3 de març de 2005      | Kitt Peak            | Spacewatch             |
| 299094 | 2005 EY79              | 3 de març de 2005      | Catalina             | CSS                    |
| 299095 | 2005 EW81              | 4 de març de 2005      | Kitt Peak            | Spacewatch             |
| 299096 | 2005 ET82              | 4 de març de 2005      | Kitt Peak            | Spacewatch             |
| 299097 | 2005 EP88              | 8 de març de 2005      | Kitt Peak            | Spacewatch             |
| 299098 | 2005 EJ90              | 8 de març de 2005      | Anderson Mesa        | LONEOS                 |
| 299099 | 2005 EQ93              | 8 de març de 2005      | Socorro              | LINEAR                 |
| 299100 | 2005 EC98              | 3 de març de 2005      | Catalina             | CSS                    |

## 299101-299200
| Nom    | Designació provisional | Data de descobriment | Lloc de descobriment | Descobridor/s                        |
| ------ | ---------------------- | -------------------- | -------------------- | ------------------------------------ |
| 299101 | 2005 EW108             | 4 de març de 2005    | Catalina             | CSS                                  |
| 299102 | 2005 EX108             | 4 de març de 2005    | Catalina             | CSS                                  |
| 299103 | 2005 EZ111             | 4 de març de 2005    | Socorro              | LINEAR                               |
| 299104 | 2005 ED116             | 4 de març de 2005    | Mount Lemmon         | Mt. Lemmon Survey                    |
| 299105 | 2005 EV118             | 7 de març de 2005    | Socorro              | LINEAR                               |
| 299106 | 2005 ED129             | 9 de març de 2005    | Kitt Peak            | Spacewatch                           |
| 299107 | 2005 EY129             | 30 d'agost de 1998   | Xinglong             | Beijing Schmidt CCD Asteroid Program |
| 299108 | 2005 EU130             | 9 de març de 2005    | Anderson Mesa        | LONEOS                               |
| 299109 | 2005 EY136             | 9 de març de 2005    | Mount Lemmon         | Mt. Lemmon Survey                    |
| 299110 | 2005 EU137             | 9 de març de 2005    | Socorro              | LINEAR                               |
| 299111 | 2005 EZ137             | 9 de març de 2005    | Mount Lemmon         | Mt. Lemmon Survey                    |
| 299112 | 2005 EQ142             | 10 de març de 2005   | Catalina             | CSS                                  |
| 299113 | 2005 EN149             | 10 de març de 2005   | Kitt Peak            | Spacewatch                           |
| 299114 | 2005 ER149             | 10 de març de 2005   | Kitt Peak            | Spacewatch                           |
| 299115 | 2005 EP156             | 9 de març de 2005    | Catalina             | CSS                                  |
| 299116 | 2005 EH157             | 9 de març de 2005    | Mount Lemmon         | Mt. Lemmon Survey                    |
| 299117 | 2005 EX160             | 9 de març de 2005    | Mount Lemmon         | Mt. Lemmon Survey                    |
| 299118 | 2005 EG162             | 9 de març de 2005    | Siding Spring        | Siding Spring Survey                 |
| 299119 | 2005 EL182             | 9 de març de 2005    | Anderson Mesa        | LONEOS                               |
| 299120 | 2005 EW184             | 9 de març de 2005    | Kitt Peak            | Spacewatch                           |
| 299121 | 2005 ES188             | 10 de març de 2005   | Mount Lemmon         | Mt. Lemmon Survey                    |
| 299122 | 2005 EC192             | 11 de març de 2005   | Mount Lemmon         | Mt. Lemmon Survey                    |
| 299123 | 2005 EM197             | 11 de març de 2005   | Mount Lemmon         | Mt. Lemmon Survey                    |
| 299124 | 2005 EL198             | 11 de març de 2005   | Mount Lemmon         | Mt. Lemmon Survey                    |
| 299125 | 2005 ER199             | 12 de març de 2005   | Kitt Peak            | Spacewatch                           |
| 299126 | 2005 ED207             | 13 de març de 2005   | Mount Lemmon         | Mt. Lemmon Survey                    |
| 299127 | 2005 EF213             | 4 de març de 2005    | Mount Lemmon         | Mt. Lemmon Survey                    |
| 299128 | 2005 ET214             | 8 de març de 2005    | Socorro              | LINEAR                               |
| 299129 | 2005 EA217             | 9 de març de 2005    | Catalina             | CSS                                  |
| 299130 | 2005 ED217             | 9 de març de 2005    | Catalina             | CSS                                  |
| 299131 | 2005 EM217             | 9 de març de 2005    | Socorro              | LINEAR                               |
| 299132 | 2005 EH221             | 11 de març de 2005   | Mount Lemmon         | Mt. Lemmon Survey                    |
| 299133 | 2005 ER221             | 12 de març de 2005   | Socorro              | LINEAR                               |
| 299134 | 2005 EB224             | 10 de març de 2005   | San Marcello         | San Marcello                         |
| 299135 | 2005 ES237             | 11 de març de 2005   | Kitt Peak            | Spacewatch                           |
| 299136 | 2005 EY237             | 11 de març de 2005   | Kitt Peak            | Spacewatch                           |
| 299137 | 2005 EV239             | 11 de març de 2005   | Kitt Peak            | Spacewatch                           |
| 299138 | 2005 EA240             | 11 de març de 2005   | Kitt Peak            | Spacewatch                           |
| 299139 | 2005 EW241             | 11 de març de 2005   | Catalina             | CSS                                  |
| 299140 | 2005 EH243             | 11 de març de 2005   | Catalina             | CSS                                  |
| 299141 | 2005 EN246             | 12 de març de 2005   | Kitt Peak            | Spacewatch                           |
| 299142 | 2005 EN247             | 12 de març de 2005   | Kitt Peak            | Spacewatch                           |
| 299143 | 2005 ED260             | 11 de març de 2005   | Kitt Peak            | Spacewatch                           |
| 299144 | 2005 EG264             | 13 de març de 2005   | Kitt Peak            | Spacewatch                           |
| 299145 | 2005 EE266             | 13 de març de 2005   | Kitt Peak            | Spacewatch                           |
| 299146 | 2005 EU266             | 13 de març de 2005   | Kitt Peak            | Spacewatch                           |
| 299147 | 2005 EH270             | 12 de març de 2005   | Socorro              | LINEAR                               |
| 299148 | 2005 EK273             | 3 de març de 2005    | Kitt Peak            | Spacewatch                           |
| 299149 | 2005 EA276             | 8 de març de 2005    | Catalina             | CSS                                  |
| 299150 | 2005 EM279             | 10 de març de 2005   | Catalina             | CSS                                  |
| 299151 | 2005 EB284             | 11 de març de 2005   | Anderson Mesa        | LONEOS                               |
| 299152 | 2005 EG290             | 9 de març de 2005    | Mount Lemmon         | Mt. Lemmon Survey                    |
| 299153 | 2005 EX298             | 11 de març de 2005   | Kitt Peak            | M. W. Buie                           |
| 299154 | 2005 EQ323             | 13 de març de 2005   | Mount Lemmon         | Mt. Lemmon Survey                    |
| 299155 | 2005 EK330             | 3 de març de 2005    | Catalina             | CSS                                  |
| 299156 | 2005 FD4               | 18 de març de 2005   | Catalina             | CSS                                  |
| 299157 | 2005 FO11              | 30 de març de 2005   | Catalina             | CSS                                  |
| 299158 | 2005 GD6               | 1 d'abril de 2005    | Kitt Peak            | Spacewatch                           |
| 299159 | 2005 GF7               | 1 d'abril de 2005    | Kitt Peak            | Spacewatch                           |
| 299160 | 2005 GK12              | 1 d'abril de 2005    | Kitt Peak            | Spacewatch                           |
| 299161 | 2005 GL12              | 1 d'abril de 2005    | Anderson Mesa        | LONEOS                               |
| 299162 | 2005 GM12              | 1 d'abril de 2005    | Anderson Mesa        | LONEOS                               |
| 299163 | 2005 GF15              | 2 d'abril de 2005    | Mount Lemmon         | Mt. Lemmon Survey                    |
| 299164 | 2005 GD19              | 2 d'abril de 2005    | Palomar              | NEAT                                 |
| 299165 | 2005 GT20              | 2 d'abril de 2005    | Mount Lemmon         | Mt. Lemmon Survey                    |
| 299166 | 2005 GC28              | 3 d'abril de 2005    | Palomar              | NEAT                                 |
| 299167 | 2005 GL36              | 2 d'abril de 2005    | Mount Lemmon         | Mt. Lemmon Survey                    |
| 299168 | 2005 GJ37              | 2 d'abril de 2005    | Mount Lemmon         | Mt. Lemmon Survey                    |
| 299169 | 2005 GR37              | 2 d'abril de 2005    | Siding Spring        | Siding Spring Survey                 |
| 299170 | 2005 GX40              | 4 d'abril de 2005    | Mount Lemmon         | Mt. Lemmon Survey                    |
| 299171 | 2005 GC47              | 5 d'abril de 2005    | Mount Lemmon         | Mt. Lemmon Survey                    |
| 299172 | 2005 GR49              | 5 d'abril de 2005    | Mount Lemmon         | Mt. Lemmon Survey                    |
| 299173 | 2005 GH56              | 6 d'abril de 2005    | Mount Lemmon         | Mt. Lemmon Survey                    |
| 299174 | 2005 GK58              | 6 d'abril de 2005    | Mount Lemmon         | Mt. Lemmon Survey                    |
| 299175 | 2005 GT60              | 6 d'abril de 2005    | Vail-Jarnac          | Jarnac                               |
| 299176 | 2005 GM71              | 4 d'abril de 2005    | Catalina             | CSS                                  |
| 299177 | 2005 GW74              | 5 d'abril de 2005    | Catalina             | CSS                                  |
| 299178 | 2005 GC76              | 5 d'abril de 2005    | Catalina             | CSS                                  |
| 299179 | 2005 GG77              | 6 d'abril de 2005    | Kitt Peak            | Spacewatch                           |
| 299180 | 2005 GB81              | 7 d'abril de 2005    | Kitt Peak            | Spacewatch                           |
| 299181 | 2005 GW92              | 6 d'abril de 2005    | Mount Lemmon         | Mt. Lemmon Survey                    |
| 299182 | 2005 GW97              | 7 d'abril de 2005    | Kitt Peak            | Spacewatch                           |
| 299183 | 2005 GN105             | 10 d'abril de 2005   | Kitt Peak            | Spacewatch                           |
| 299184 | 2005 GY105             | 10 d'abril de 2005   | Kitt Peak            | Spacewatch                           |
| 299185 | 2005 GV109             | 10 d'abril de 2005   | Mount Lemmon         | Mt. Lemmon Survey                    |
| 299186 | 2005 GH115             | 10 d'abril de 2005   | Mount Lemmon         | Mt. Lemmon Survey                    |
| 299187 | 2005 GU118             | 11 d'abril de 2005   | Mount Lemmon         | Mt. Lemmon Survey                    |
| 299188 | 2005 GO127             | 12 d'abril de 2005   | Mount Lemmon         | Mt. Lemmon Survey                    |
| 299189 | 2005 GT127             | 12 d'abril de 2005   | Socorro              | LINEAR                               |
| 299190 | 2005 GB134             | 10 d'abril de 2005   | Kitt Peak            | Spacewatch                           |
| 299191 | 2005 GZ136             | 10 d'abril de 2005   | Kitt Peak            | Spacewatch                           |
| 299192 | 2005 GV141             | 9 d'abril de 2005    | Mount Lemmon         | Mt. Lemmon Survey                    |
| 299193 | 2005 GA146             | 11 d'abril de 2005   | Kitt Peak            | Spacewatch                           |
| 299194 | 2005 GG146             | 11 d'abril de 2005   | Kitt Peak            | Spacewatch                           |
| 299195 | 2005 GP148             | 11 d'abril de 2005   | Mount Lemmon         | Mt. Lemmon Survey                    |
| 299196 | 2005 GP163             | 10 d'abril de 2005   | Mount Lemmon         | Mt. Lemmon Survey                    |
| 299197 | 2005 GJ165             | 11 d'abril de 2005   | Kitt Peak            | Spacewatch                           |
| 299198 | 2005 GQ172             | 14 d'abril de 2005   | Kitt Peak            | Spacewatch                           |
| 299199 | 2005 GN206             | 12 d'abril de 2005   | Kitt Peak            | M. W. Buie                           |
| 299200 | 2005 GB219             | 2 d'abril de 2005    | Mount Lemmon         | Mt. Lemmon Survey                    |

## 299201-299300
| Nom    | Designació provisional | Data de descobriment | Lloc de descobriment | Descobridor/s        |
| ------ | ---------------------- | -------------------- | -------------------- | -------------------- |
| 299201 | 2005 GN222             | 10 d'abril de 2005   | Kitt Peak            | Spacewatch           |
| 299202 | 2005 HR1               | 16 d'abril de 2005   | Catalina             | CSS                  |
| 299203 | 2005 HY2               | 18 d'abril de 2005   | Cordell-Lorenz       | D. T. Durig          |
| 299204 | 2005 HV6               | 30 d'abril de 2005   | Kitt Peak            | Spacewatch           |
| 299205 | 2005 HN9               | 17 d'abril de 2005   | Kitt Peak            | Spacewatch           |
| 299206 | 2005 JO11              | 4 de maig de 2005    | Mauna Kea            | C. Veillet           |
| 299207 | 2005 JO23              | 3 de maig de 2005    | Kitt Peak            | Spacewatch           |
| 299208 | 2005 JG36              | 4 de maig de 2005    | Kitt Peak            | Spacewatch           |
| 299209 | 2005 JN36              | 4 de maig de 2005    | Catalina             | CSS                  |
| 299210 | 2005 JO37              | 6 de maig de 2005    | Mount Lemmon         | Mt. Lemmon Survey    |
| 299211 | 2005 JH43              | 8 de maig de 2005    | Mount Lemmon         | Mt. Lemmon Survey    |
| 299212 | 2005 JN48              | 3 de maig de 2005    | Kitt Peak            | Spacewatch           |
| 299213 | 2005 JN50              | 4 de maig de 2005    | Kitt Peak            | Spacewatch           |
| 299214 | 2005 JO50              | 4 de maig de 2005    | Kitt Peak            | Spacewatch           |
| 299215 | 2005 JQ52              | 4 de maig de 2005    | Mount Lemmon         | Mt. Lemmon Survey    |
| 299216 | 2005 JY62              | 9 de maig de 2005    | Mount Lemmon         | Mt. Lemmon Survey    |
| 299217 | 2005 JV71              | 8 de maig de 2005    | Anderson Mesa        | LONEOS               |
| 299218 | 2005 JR74              | 8 de maig de 2005    | Mount Lemmon         | Mt. Lemmon Survey    |
| 299219 | 2005 JP75              | 9 de maig de 2005    | Socorro              | LINEAR               |
| 299220 | 2005 JA78              | 10 de maig de 2005   | Kitt Peak            | Spacewatch           |
| 299221 | 2005 JJ79              | 10 de maig de 2005   | Mount Lemmon         | Mt. Lemmon Survey    |
| 299222 | 2005 JZ86              | 9 de maig de 2005    | Mount Lemmon         | Mt. Lemmon Survey    |
| 299223 | 2005 JD93              | 11 de maig de 2005   | Palomar              | NEAT                 |
| 299224 | 2005 JG93              | 11 de maig de 2005   | Palomar              | NEAT                 |
| 299225 | 2005 JL97              | 8 de maig de 2005    | Kitt Peak            | Spacewatch           |
| 299226 | 2005 JE110             | 8 de maig de 2005    | Mount Lemmon         | Mt. Lemmon Survey    |
| 299227 | 2005 JQ113             | 10 de maig de 2005   | Kitt Peak            | Spacewatch           |
| 299228 | 2005 JH119             | 10 de maig de 2005   | Kitt Peak            | Spacewatch           |
| 299229 | 2005 JB123             | 11 de maig de 2005   | Kitt Peak            | Spacewatch           |
| 299230 | 2005 JR130             | 13 de maig de 2005   | Mount Lemmon         | Mt. Lemmon Survey    |
| 299231 | 2005 JT130             | 13 de maig de 2005   | Mount Lemmon         | Mt. Lemmon Survey    |
| 299232 | 2005 JJ132             | 13 de maig de 2005   | Siding Spring        | Siding Spring Survey |
| 299233 | 2005 JO150             | 3 de maig de 2005    | Kitt Peak            | Spacewatch           |
| 299234 | 2005 KP                | 16 de maig de 2005   | Mount Lemmon         | Mt. Lemmon Survey    |
| 299235 | 2005 LH14              | 4 de juny de 2005    | Kitt Peak            | Spacewatch           |
| 299236 | 2005 LM29              | 11 de maig de 2005   | Palomar              | NEAT                 |
| 299237 | 2005 LT43              | 11 de juny de 2005   | Kitt Peak            | Spacewatch           |
| 299238 | 2005 LP48              | 14 de juny de 2005   | Anderson Mesa        | LONEOS               |
| 299239 | 2005 MZ7               | 27 de juny de 2005   | Kitt Peak            | Spacewatch           |
| 299240 | 2005 MU15              | 30 de juny de 2005   | Junk Bond            | D. Healy             |
| 299241 | 2005 ME20              | 29 de juny de 2005   | Kitt Peak            | Spacewatch           |
| 299242 | 2005 ME22              | 30 de juny de 2005   | Kitt Peak            | Spacewatch           |
| 299243 | 2005 MP22              | 30 de juny de 2005   | Kitt Peak            | Spacewatch           |
| 299244 | 2005 MY28              | 29 de juny de 2005   | Kitt Peak            | Spacewatch           |
| 299245 | 2005 MB29              | 29 de juny de 2005   | Kitt Peak            | Spacewatch           |
| 299246 | 2005 MR37              | 30 de juny de 2005   | Kitt Peak            | Spacewatch           |
| 299247 | 2005 MR38              | 30 de juny de 2005   | Kitt Peak            | Spacewatch           |
| 299248 | 2005 MW39              | 29 de juny de 2005   | Palomar              | NEAT                 |
| 299249 | 2005 MO42              | 29 de juny de 2005   | Kitt Peak            | Spacewatch           |
| 299250 | 2005 MZ46              | 28 de juny de 2005   | Palomar              | NEAT                 |
| 299251 | 2005 MN50              | 30 de juny de 2005   | Palomar              | NEAT                 |
| 299252 | 2005 MV53              | 17 de juny de 2005   | Siding Spring        | Siding Spring Survey |
| 299253 | 2005 NO5               | 3 de juliol de 2005  | Mount Lemmon         | Mt. Lemmon Survey    |
| 299254 | 2005 NU7               | 1 de juliol de 2005  | Kitt Peak            | Spacewatch           |
| 299255 | 2005 NN8               | 1 de juliol de 2005  | Kitt Peak            | Spacewatch           |
| 299256 | 2005 NS11              | 4 de juliol de 2005  | Palomar              | NEAT                 |
| 299257 | 2005 NG24              | 4 de juliol de 2005  | Kitt Peak            | Spacewatch           |
| 299258 | 2005 NK36              | 5 de juliol de 2005  | Palomar              | NEAT                 |
| 299259 | 2005 NZ42              | 5 de juliol de 2005  | Palomar              | NEAT                 |
| 299260 | 2005 NE43              | 5 de juliol de 2005  | Palomar              | NEAT                 |
| 299261 | 2005 NM48              | 7 de juliol de 2005  | Kitt Peak            | Spacewatch           |
| 299262 | 2005 NT51              | 8 de juliol de 2005  | Kitt Peak            | Spacewatch           |
| 299263 | 2005 NF58              | 6 de juliol de 2005  | Kitt Peak            | Spacewatch           |
| 299264 | 2005 NT58              | 9 de juliol de 2005  | Kitt Peak            | Spacewatch           |
| 299265 | 2005 NJ60              | 9 de juliol de 2005  | Kitt Peak            | Spacewatch           |
| 299266 | 2005 NS61              | 11 de juliol de 2005 | Kitt Peak            | Spacewatch           |
| 299267 | 2005 NZ63              | 1 de juliol de 2005  | Kitt Peak            | Spacewatch           |
| 299268 | 2005 NS75              | 10 de juliol de 2005 | Kitt Peak            | Spacewatch           |
| 299269 | 2005 NR78              | 12 de juliol de 2005 | Mount Lemmon         | Mt. Lemmon Survey    |
| 299270 | 2005 NW82              | 10 de juliol de 2005 | Reedy Creek          | J. Broughton         |
| 299271 | 2005 NU85              | 3 de juliol de 2005  | Mount Lemmon         | Mt. Lemmon Survey    |
| 299272 | 2005 NE99              | 10 de juliol de 2005 | Kitt Peak            | Spacewatch           |
| 299273 | 2005 NQ100             | 5 de juliol de 2005  | Kitt Peak            | Spacewatch           |
| 299274 | 2005 NO122             | 3 de juliol de 2005  | Mount Lemmon         | Mt. Lemmon Survey    |
| 299275 | 2005 NT122             | 3 de juliol de 2005  | Siding Spring        | Siding Spring Survey |
| 299276 | 2005 NF123             | 8 de juliol de 2005  | Anderson Mesa        | LONEOS               |
| 299277 | 2005 NN123             | 9 de juliol de 2005  | Kitt Peak            | Spacewatch           |
| 299278 | 2005 OD                | 16 de juliol de 2005 | Reedy Creek          | J. Broughton         |
| 299279 | 2005 OY2               | 30 de juliol de 2005 | Socorro              | LINEAR               |
| 299280 | 2005 OJ5               | 28 de juliol de 2005 | Palomar              | NEAT                 |
| 299281 | 2005 ON16              | 29 de juliol de 2005 | Palomar              | NEAT                 |
| 299282 | 2005 OX16              | 30 de juliol de 2005 | Palomar              | NEAT                 |
| 299283 | 2005 OD18              | 30 de juliol de 2005 | Palomar              | NEAT                 |
| 299284 | 2005 OK27              | 30 de juliol de 2005 | Palomar              | NEAT                 |
| 299285 | 2005 OL31              | 27 de juliol de 2005 | Siding Spring        | Siding Spring Survey |
| 299286 | 2005 PO7               | 4 d'agost de 2005    | Palomar              | NEAT                 |
| 299287 | 2005 PB10              | 4 d'agost de 2005    | Palomar              | NEAT                 |
| 299288 | 2005 PJ11              | 4 d'agost de 2005    | Palomar              | NEAT                 |
| 299289 | 2005 PV11              | 4 d'agost de 2005    | Palomar              | NEAT                 |
| 299290 | 2005 PQ14              | 4 d'agost de 2005    | Palomar              | NEAT                 |
| 299291 | 2005 PK17              | 13 d'agost de 2005   | Wrightwood           | J. W. Young          |
| 299292 | 2005 PZ18              | 1 d'agost de 2005    | Siding Spring        | Siding Spring Survey |
| 299293 | 2005 QJ                | 23 d'agost de 2005   | Pla D'Arguines       | R. Ferrando          |
| 299294 | 2005 QR1               | 22 d'agost de 2005   | Palomar              | NEAT                 |
| 299295 | 2005 QT1               | 22 d'agost de 2005   | Palomar              | NEAT                 |
| 299296 | 2005 QF6               | 24 d'agost de 2005   | Palomar              | NEAT                 |
| 299297 | 2005 QV13              | 24 d'agost de 2005   | Palomar              | NEAT                 |
| 299298 | 2005 QN29              | 26 d'agost de 2005   | Palomar              | NEAT                 |
| 299299 | 2005 QL31              | 22 d'agost de 2005   | Haleakala            | NEAT                 |
| 299300 | 2005 QN34              | 25 d'agost de 2005   | Palomar              | NEAT                 |

## 299301-299400
| Nom    | Designació provisional | Data de descobriment   | Lloc de descobriment | Descobridor/s                          |
| ------ | ---------------------- | ---------------------- | -------------------- | -------------------------------------- |
| 299301 | 2005 QX37              | 25 d'agost de 2005     | Palomar              | NEAT                                   |
| 299302 | 2005 QD41              | 26 d'agost de 2005     | Anderson Mesa        | LONEOS                                 |
| 299303 | 2005 QO47              | 26 d'agost de 2005     | Palomar              | NEAT                                   |
| 299304 | 2005 QX48              | 26 d'agost de 2005     | Palomar              | NEAT                                   |
| 299305 | 2005 QL49              | 26 d'agost de 2005     | Palomar              | NEAT                                   |
| 299306 | 2005 QQ49              | 26 d'agost de 2005     | Palomar              | NEAT                                   |
| 299307 | 2005 QL50              | 26 d'agost de 2005     | Palomar              | NEAT                                   |
| 299308 | 2005 QM50              | 26 d'agost de 2005     | Palomar              | NEAT                                   |
| 299309 | 2005 QZ52              | 28 d'agost de 2005     | Kitt Peak            | Spacewatch                             |
| 299310 | 2005 QF63              | 26 d'agost de 2005     | Palomar              | NEAT                                   |
| 299311 | 2005 QF72              | 29 d'agost de 2005     | Anderson Mesa        | LONEOS                                 |
| 299312 | 2005 QN84              | 30 d'agost de 2005     | St. Veran            | St. Veran                              |
| 299313 | 2005 QZ84              | 30 d'agost de 2005     | Kitt Peak            | Spacewatch                             |
| 299314 | 2005 QH90              | 25 d'agost de 2005     | Palomar              | NEAT                                   |
| 299315 | 2005 QU94              | 27 d'agost de 2005     | Palomar              | NEAT                                   |
| 299316 | 2005 QY94              | 27 d'agost de 2005     | Palomar              | NEAT                                   |
| 299317 | 2005 QM96              | 27 d'agost de 2005     | Palomar              | NEAT                                   |
| 299318 | 2005 QX99              | 27 d'agost de 2005     | Palomar              | NEAT                                   |
| 299319 | 2005 QP103             | 27 d'agost de 2005     | Palomar              | NEAT                                   |
| 299320 | 2005 QB104             | 27 d'agost de 2005     | Palomar              | NEAT                                   |
| 299321 | 2005 QU108             | 27 d'agost de 2005     | Palomar              | NEAT                                   |
| 299322 | 2005 QB112             | 27 d'agost de 2005     | Palomar              | NEAT                                   |
| 299323 | 2005 QX118             | 28 d'agost de 2005     | Kitt Peak            | Spacewatch                             |
| 299324 | 2005 QM136             | 28 d'agost de 2005     | Kitt Peak            | Spacewatch                             |
| 299325 | 2005 QR141             | 30 d'agost de 2005     | Kitt Peak            | Spacewatch                             |
| 299326 | 2005 QV153             | 27 d'agost de 2005     | Palomar              | NEAT                                   |
| 299327 | 2005 QG160             | 28 d'agost de 2005     | Anderson Mesa        | LONEOS                                 |
| 299328 | 2005 QL166             | 24 d'agost de 2005     | Palomar              | NEAT                                   |
| 299329 | 2005 QE172             | 29 d'agost de 2005     | Palomar              | NEAT                                   |
| 299330 | 2005 QE174             | 31 d'agost de 2005     | Kitt Peak            | Spacewatch                             |
| 299331 | 2005 QN174             | 31 d'agost de 2005     | Anderson Mesa        | LONEOS                                 |
| 299332 | 2005 QK183             | 29 d'agost de 2005     | Palomar              | NEAT                                   |
| 299333 | 2005 QF187             | 30 d'agost de 2005     | Kitt Peak            | Spacewatch                             |
| 299334 | 2005 QY187             | 29 d'agost de 2005     | Kitt Peak            | Spacewatch                             |
| 299335 | 2005 RL1               | 1 de setembre de 2005  | Palomar              | NEAT                                   |
| 299336 | 2005 RG7               | 7 de setembre de 2005  | S.Pedro de Ataca     | CampoCatino Austral Observatory Survey |
| 299337 | 2005 RZ19              | 1 de setembre de 2005  | Kitt Peak            | Spacewatch                             |
| 299338 | 2005 RN42              | 13 de setembre de 2005 | Kitt Peak            | Spacewatch                             |
| 299339 | 2005 RZ43              | 12 de setembre de 2005 | Socorro              | LINEAR                                 |
| 299340 | 2005 SP16              | 26 de setembre de 2005 | Kitt Peak            | Spacewatch                             |
| 299341 | 2005 SK18              | 26 de setembre de 2005 | Kitt Peak            | Spacewatch                             |
| 299342 | 2005 SS101             | 25 de setembre de 2005 | Kitt Peak            | Spacewatch                             |
| 299343 | 2005 SH124             | 29 de setembre de 2005 | Anderson Mesa        | LONEOS                                 |
| 299344 | 2005 SX141             | 25 de setembre de 2005 | Kitt Peak            | Spacewatch                             |
| 299345 | 2005 SE153             | 25 de setembre de 2005 | Kitt Peak            | Spacewatch                             |
| 299346 | 2005 SG177             | 29 de setembre de 2005 | Kitt Peak            | Spacewatch                             |
| 299347 | 2005 SO177             | 29 de setembre de 2005 | Kitt Peak            | Spacewatch                             |
| 299348 | 2005 SU179             | 29 de setembre de 2005 | Anderson Mesa        | LONEOS                                 |
| 299349 | 2005 SG196             | 30 de setembre de 2005 | Kitt Peak            | Spacewatch                             |
| 299350 | 2005 SK196             | 30 de setembre de 2005 | Kitt Peak            | Spacewatch                             |
| 299351 | 2005 ST209             | 30 de setembre de 2005 | Palomar              | NEAT                                   |
| 299352 | 2005 SQ225             | 29 de setembre de 2005 | Kitt Peak            | Spacewatch                             |
| 299353 | 2005 SR235             | 29 de setembre de 2005 | Kitt Peak            | Spacewatch                             |
| 299354 | 2005 SM242             | 30 de setembre de 2005 | Kitt Peak            | Spacewatch                             |
| 299355 | 2005 SX249             | 23 de setembre de 2005 | Catalina             | CSS                                    |
| 299356 | 2005 SG251             | 24 de setembre de 2005 | Palomar              | NEAT                                   |
| 299357 | 2005 SB252             | 24 de setembre de 2005 | Palomar              | NEAT                                   |
| 299358 | 2005 SP255             | 22 de setembre de 2005 | Palomar              | NEAT                                   |
| 299359 | 2005 SG259             | 24 de setembre de 2005 | Anderson Mesa        | LONEOS                                 |
| 299360 | 2005 SR267             | 30 de setembre de 2005 | Palomar              | NEAT                                   |
| 299361 | 2005 TT21              | 1 d'octubre de 2005    | Kitt Peak            | Spacewatch                             |
| 299362 | 2005 TK27              | 1 d'octubre de 2005    | Catalina             | CSS                                    |
| 299363 | 2005 TV47              | 5 d'octubre de 2005    | Bergisch Gladbac     | W. Bickel                              |
| 299364 | 2005 TD83              | 3 d'octubre de 2005    | Socorro              | LINEAR                                 |
| 299365 | 2005 TE99              | 7 d'octubre de 2005    | Catalina             | CSS                                    |
| 299366 | 2005 TZ190             | 7 d'octubre de 2005    | Catalina             | CSS                                    |
| 299367 | 2005 UA41              | 24 d'octubre de 2005   | Kitt Peak            | Spacewatch                             |
| 299368 | 2005 UL84              | 22 d'octubre de 2005   | Kitt Peak            | Spacewatch                             |
| 299369 | 2005 UJ168             | 24 d'octubre de 2005   | Kitt Peak            | Spacewatch                             |
| 299370 | 2005 UT193             | 22 d'octubre de 2005   | Kitt Peak            | Spacewatch                             |
| 299371 | 2005 UD217             | 27 d'octubre de 2005   | Socorro              | LINEAR                                 |
| 299372 | 2005 UA225             | 25 d'octubre de 2005   | Kitt Peak            | Spacewatch                             |
| 299373 | 2005 UV241             | 25 d'octubre de 2005   | Kitt Peak            | Spacewatch                             |
| 299374 | 2005 UB261             | 25 d'octubre de 2005   | Mount Lemmon         | Mt. Lemmon Survey                      |
| 299375 | 2005 UL268             | 28 d'octubre de 2005   | Socorro              | LINEAR                                 |
| 299376 | 2005 UG371             | 27 d'octubre de 2005   | Mount Lemmon         | Mt. Lemmon Survey                      |
| 299377 | 2005 UT388             | 27 d'octubre de 2005   | Kitt Peak            | Spacewatch                             |
| 299378 | 2005 UL425             | 28 d'octubre de 2005   | Kitt Peak            | Spacewatch                             |
| 299379 | 2005 UR500             | 27 d'octubre de 2005   | Anderson Mesa        | LONEOS                                 |
| 299380 | 2005 UT508             | 24 d'octubre de 2005   | Kitt Peak            | Spacewatch                             |
| 299381 | 2005 UP515             | 22 d'octubre de 2005   | Apache Point         | A. C. Becker                           |
| 299382 | 2005 VF3               | 5 de novembre de 2005  | Catalina             | CSS                                    |
| 299383 | 2005 VC73              | 1 de novembre de 2005  | Mount Lemmon         | Mt. Lemmon Survey                      |
| 299384 | 2005 VM135             | 6 de novembre de 2005  | Mount Lemmon         | Mt. Lemmon Survey                      |
| 299385 | 2005 WA14              | 22 de novembre de 2005 | Kitt Peak            | Spacewatch                             |
| 299386 | 2005 WP20              | 21 de novembre de 2005 | Kitt Peak            | Spacewatch                             |
| 299387 | 2005 WH28              | 21 de novembre de 2005 | Kitt Peak            | Spacewatch                             |
| 299388 | 2005 WO87              | 28 de novembre de 2005 | Mount Lemmon         | Mt. Lemmon Survey                      |
| 299389 | 2005 WM88              | 28 de novembre de 2005 | Mount Lemmon         | Mt. Lemmon Survey                      |
| 299390 | 2005 WU88              | 1 d'octubre de 2005    | Mount Lemmon         | Mt. Lemmon Survey                      |
| 299391 | 2005 WE130             | 25 de novembre de 2005 | Mount Lemmon         | Mt. Lemmon Survey                      |
| 299392 | 2005 WY140             | 26 de novembre de 2005 | Mount Lemmon         | Mt. Lemmon Survey                      |
| 299393 | 2005 WY142             | 29 de novembre de 2005 | Catalina             | CSS                                    |
| 299394 | 2005 WT152             | 29 de novembre de 2005 | Kitt Peak            | Spacewatch                             |
| 299395 | 2005 WN163             | 29 de novembre de 2005 | Kitt Peak            | Spacewatch                             |
| 299396 | 2005 XD33              | 4 de desembre de 2005  | Kitt Peak            | Spacewatch                             |
| 299397 | 2005 XP42              | 5 de desembre de 2005  | Mount Lemmon         | Mt. Lemmon Survey                      |
| 299398 | 2005 XV68              | 6 de desembre de 2005  | Kitt Peak            | Spacewatch                             |
| 299399 | 2005 XN90              | 8 de desembre de 2005  | Kitt Peak            | Spacewatch                             |
| 299400 | 2005 XR110             | 1 de desembre de 2005  | Kitt Peak            | M. W. Buie                             |

## 299401-299500
| Nom    | Designació provisional | Data de descobriment   | Lloc de descobriment | Descobridor/s     |
| ------ | ---------------------- | ---------------------- | -------------------- | ----------------- |
| 299401 | 2005 YH3               | 22 de desembre de 2005 | Kitt Peak            | Spacewatch        |
| 299402 | 2005 YJ3               | 22 de desembre de 2005 | Kitt Peak            | Spacewatch        |
| 299403 | 2005 YL15              | 22 de desembre de 2005 | Kitt Peak            | Spacewatch        |
| 299404 | 2005 YV15              | 22 de desembre de 2005 | Kitt Peak            | Spacewatch        |
| 299405 | 2005 YK23              | 24 de desembre de 2005 | Kitt Peak            | Spacewatch        |
| 299406 | 2005 YN34              | 24 de desembre de 2005 | Kitt Peak            | Spacewatch        |
| 299407 | 2005 YA36              | 25 de desembre de 2005 | Kitt Peak            | Spacewatch        |
| 299408 | 2005 YC47              | 25 de desembre de 2005 | Kitt Peak            | Spacewatch        |
| 299409 | 2005 YO52              | 26 de desembre de 2005 | Mount Lemmon         | Mt. Lemmon Survey |
| 299410 | 2005 YZ53              | 24 de desembre de 2005 | Kitt Peak            | Spacewatch        |
| 299411 | 2005 YN58              | 24 de desembre de 2005 | Kitt Peak            | Spacewatch        |
| 299412 | 2005 YO59              | 26 de desembre de 2005 | Mount Lemmon         | Mt. Lemmon Survey |
| 299413 | 2005 YD84              | 24 de desembre de 2005 | Kitt Peak            | Spacewatch        |
| 299414 | 2005 YG84              | 24 de desembre de 2005 | Kitt Peak            | Spacewatch        |
| 299415 | 2005 YC88              | 25 de desembre de 2005 | Mount Lemmon         | Mt. Lemmon Survey |
| 299416 | 2005 YW90              | 26 de desembre de 2005 | Mount Lemmon         | Mt. Lemmon Survey |
| 299417 | 2005 YG91              | 26 de desembre de 2005 | Mount Lemmon         | Mt. Lemmon Survey |
| 299418 | 2005 YE93              | 27 de desembre de 2005 | Kitt Peak            | Spacewatch        |
| 299419 | 2005 YS102             | 25 de desembre de 2005 | Kitt Peak            | Spacewatch        |
| 299420 | 2005 YW105             | 25 de desembre de 2005 | Kitt Peak            | Spacewatch        |
| 299421 | 2005 YM109             | 25 de desembre de 2005 | Kitt Peak            | Spacewatch        |
| 299422 | 2005 YL161             | 27 de desembre de 2005 | Kitt Peak            | Spacewatch        |
| 299423 | 2005 YE170             | 31 de desembre de 2005 | Kitt Peak            | Spacewatch        |
| 299424 | 2005 YQ176             | 22 de desembre de 2005 | Kitt Peak            | Spacewatch        |
| 299425 | 2005 YT177             | 26 de desembre de 2005 | Kitt Peak            | Spacewatch        |
| 299426 | 2005 YX250             | 28 de desembre de 2005 | Kitt Peak            | Spacewatch        |
| 299427 | 2005 YN271             | 28 de desembre de 2005 | Kitt Peak            | Spacewatch        |
| 299428 | 2005 YO290             | 25 de desembre de 2005 | Mount Lemmon         | Mt. Lemmon Survey |
| 299429 | 2006 AO6               | 5 de gener de 2006     | Catalina             | CSS               |
| 299430 | 2006 AL14              | 5 de gener de 2006     | Mount Lemmon         | Mt. Lemmon Survey |
| 299431 | 2006 AQ20              | 5 de gener de 2006     | Catalina             | CSS               |
| 299432 | 2006 AC37              | 4 de gener de 2006     | Kitt Peak            | Spacewatch        |
| 299433 | 2006 AS39              | 7 de gener de 2006     | Mount Lemmon         | Mt. Lemmon Survey |
| 299434 | 2006 AT46              | 6 de gener de 2006     | Kitt Peak            | Spacewatch        |
| 299435 | 2006 AL53              | 5 de gener de 2006     | Kitt Peak            | Spacewatch        |
| 299436 | 2006 AF54              | 5 de gener de 2006     | Kitt Peak            | Spacewatch        |
| 299437 | 2006 AY57              | 8 de gener de 2006     | Mount Lemmon         | Mt. Lemmon Survey |
| 299438 | 2006 AN59              | 4 de gener de 2006     | Kitt Peak            | Spacewatch        |
| 299439 | 2006 AW62              | 6 de gener de 2006     | Kitt Peak            | Spacewatch        |
| 299440 | 2006 AJ78              | 8 de gener de 2006     | Mount Lemmon         | Mt. Lemmon Survey |
| 299441 | 2006 AQ78              | 4 de gener de 2006     | Kitt Peak            | Spacewatch        |
| 299442 | 2006 BZ6               | 20 de gener de 2006    | Kitt Peak            | Spacewatch        |
| 299443 | 2006 BK10              | 20 de gener de 2006    | Kitt Peak            | Spacewatch        |
| 299444 | 2006 BB11              | 20 de gener de 2006    | Kitt Peak            | Spacewatch        |
| 299445 | 2006 BA18              | 22 de gener de 2006    | Anderson Mesa        | LONEOS            |
| 299446 | 2006 BG37              | 23 de gener de 2006    | Mount Lemmon         | Mt. Lemmon Survey |
| 299447 | 2006 BY41              | 22 de gener de 2006    | Mount Lemmon         | Mt. Lemmon Survey |
| 299448 | 2006 BE45              | 23 de gener de 2006    | Mount Lemmon         | Mt. Lemmon Survey |
| 299449 | 2006 BN45              | 23 de gener de 2006    | Mount Lemmon         | Mt. Lemmon Survey |
| 299450 | 2006 BT46              | 23 de gener de 2006    | Mount Lemmon         | Mt. Lemmon Survey |
| 299451 | 2006 BC47              | 24 de gener de 2006    | Socorro              | LINEAR            |
| 299452 | 2006 BZ51              | 25 de gener de 2006    | Kitt Peak            | Spacewatch        |
| 299453 | 2006 BS55              | 22 de gener de 2006    | Wrightwood           | J. W. Young       |
| 299454 | 2006 BG56              | 20 de gener de 2006    | Kitt Peak            | Spacewatch        |
| 299455 | 2006 BA60              | 25 de gener de 2006    | Kitt Peak            | Spacewatch        |
| 299456 | 2006 BT62              | 20 de gener de 2006    | Kitt Peak            | Spacewatch        |
| 299457 | 2006 BE70              | 23 de gener de 2006    | Kitt Peak            | Spacewatch        |
| 299458 | 2006 BK71              | 23 de gener de 2006    | Kitt Peak            | Spacewatch        |
| 299459 | 2006 BX80              | 23 de gener de 2006    | Kitt Peak            | Spacewatch        |
| 299460 | 2006 BQ81              | 23 de gener de 2006    | Kitt Peak            | Spacewatch        |
| 299461 | 2006 BZ87              | 25 de gener de 2006    | Kitt Peak            | Spacewatch        |
| 299462 | 2006 BC94              | 26 de gener de 2006    | Kitt Peak            | Spacewatch        |
| 299463 | 2006 BD94              | 26 de gener de 2006    | Kitt Peak            | Spacewatch        |
| 299464 | 2006 BS102             | 23 de gener de 2006    | Mount Lemmon         | Mt. Lemmon Survey |
| 299465 | 2006 BL103             | 23 de gener de 2006    | Junk Bond            | D. Healy          |
| 299466 | 2006 BG106             | 25 de gener de 2006    | Kitt Peak            | Spacewatch        |
| 299467 | 2006 BD115             | 26 de gener de 2006    | Kitt Peak            | Spacewatch        |
| 299468 | 2006 BH115             | 26 de gener de 2006    | Kitt Peak            | Spacewatch        |
| 299469 | 2006 BO115             | 26 de gener de 2006    | Kitt Peak            | Spacewatch        |
| 299470 | 2006 BM119             | 26 de gener de 2006    | Kitt Peak            | Spacewatch        |
| 299471 | 2006 BZ119             | 26 de gener de 2006    | Kitt Peak            | Spacewatch        |
| 299472 | 2006 BF132             | 26 de gener de 2006    | Kitt Peak            | Spacewatch        |
| 299473 | 2006 BO132             | 26 de gener de 2006    | Kitt Peak            | Spacewatch        |
| 299474 | 2006 BY136             | 28 de gener de 2006    | Mount Lemmon         | Mt. Lemmon Survey |
| 299475 | 2006 BQ140             | 22 de gener de 2006    | Mount Lemmon         | Mt. Lemmon Survey |
| 299476 | 2006 BP143             | 28 de gener de 2006    | Mount Lemmon         | Mt. Lemmon Survey |
| 299477 | 2006 BU147             | 31 de gener de 2006    | 7300                 | W. K. Y. Yeung    |
| 299478 | 2006 BC148             | 31 de gener de 2006    | 7300                 | W. K. Y. Yeung    |
| 299479 | 2006 BX160             | 26 de gener de 2006    | Kitt Peak            | Spacewatch        |
| 299480 | 2006 BB165             | 26 de gener de 2006    | Kitt Peak            | Spacewatch        |
| 299481 | 2006 BZ170             | 27 de gener de 2006    | Kitt Peak            | Spacewatch        |
| 299482 | 2006 BX171             | 27 de gener de 2006    | Kitt Peak            | Spacewatch        |
| 299483 | 2006 BP182             | 27 de gener de 2006    | Mount Lemmon         | Mt. Lemmon Survey |
| 299484 | 2006 BX182             | 27 de gener de 2006    | Mount Lemmon         | Mt. Lemmon Survey |
| 299485 | 2006 BM184             | 28 de gener de 2006    | Mount Lemmon         | Mt. Lemmon Survey |
| 299486 | 2006 BP185             | 25 d'agost de 2000     | Cerro Tololo         | M. W. Buie        |
| 299487 | 2006 BU188             | 28 de gener de 2006    | Kitt Peak            | Spacewatch        |
| 299488 | 2006 BD192             | 30 de gener de 2006    | Catalina             | CSS               |
| 299489 | 2006 BD194             | 30 de gener de 2006    | Kitt Peak            | Spacewatch        |
| 299490 | 2006 BR195             | 30 de gener de 2006    | Kitt Peak            | Spacewatch        |
| 299491 | 2006 BY198             | 30 de gener de 2006    | Catalina             | CSS               |
| 299492 | 2006 BQ201             | 31 de gener de 2006    | Kitt Peak            | Spacewatch        |
| 299493 | 2006 BA202             | 31 de gener de 2006    | Kitt Peak            | Spacewatch        |
| 299494 | 2006 BJ212             | 31 de gener de 2006    | Kitt Peak            | Spacewatch        |
| 299495 | 2006 BC224             | 30 de gener de 2006    | Kitt Peak            | Spacewatch        |
| 299496 | 2006 BY226             | 30 de gener de 2006    | Kitt Peak            | Spacewatch        |
| 299497 | 2006 BF227             | 30 de gener de 2006    | Kitt Peak            | Spacewatch        |
| 299498 | 2006 BH227             | 30 de gener de 2006    | Kitt Peak            | Spacewatch        |
| 299499 | 2006 BV227             | 30 de gener de 2006    | Kitt Peak            | Spacewatch        |
| 299500 | 2006 BX232             | 31 de gener de 2006    | Kitt Peak            | Spacewatch        |

## 299501-299600
| Nom    | Designació provisional | Data de descobriment | Lloc de descobriment | Descobridor/s        |
| ------ | ---------------------- | -------------------- | -------------------- | -------------------- |
| 299501 | 2006 BA237             | 31 de gener de 2006  | Kitt Peak            | Spacewatch           |
| 299502 | 2006 BO242             | 31 de gener de 2006  | Kitt Peak            | Spacewatch           |
| 299503 | 2006 BV245             | 31 de gener de 2006  | Kitt Peak            | Spacewatch           |
| 299504 | 2006 BC264             | 31 de gener de 2006  | Kitt Peak            | Spacewatch           |
| 299505 | 2006 BB269             | 27 de gener de 2006  | Catalina             | CSS                  |
| 299506 | 2006 CH3               | 1 de febrer de 2006  | Mount Lemmon         | Mt. Lemmon Survey    |
| 299507 | 2006 CN5               | 1 de febrer de 2006  | Mount Lemmon         | Mt. Lemmon Survey    |
| 299508 | 2006 CK6               | 1 de febrer de 2006  | Mount Lemmon         | Mt. Lemmon Survey    |
| 299509 | 2006 CJ10              | 7 de febrer de 2006  | Wrightwood           | J. W. Young          |
| 299510 | 2006 CV12              | 1 de febrer de 2006  | Kitt Peak            | Spacewatch           |
| 299511 | 2006 CQ17              | 1 de febrer de 2006  | Kitt Peak            | Spacewatch           |
| 299512 | 2006 CA21              | 1 de febrer de 2006  | Mount Lemmon         | Mt. Lemmon Survey    |
| 299513 | 2006 CY25              | 2 de febrer de 2006  | Kitt Peak            | Spacewatch           |
| 299514 | 2006 CT27              | 2 de febrer de 2006  | Kitt Peak            | Spacewatch           |
| 299515 | 2006 CD46              | 3 de febrer de 2006  | Kitt Peak            | Spacewatch           |
| 299516 | 2006 CW49              | 3 de febrer de 2006  | Socorro              | LINEAR               |
| 299517 | 2006 CO57              | 4 de febrer de 2006  | Mount Lemmon         | Mt. Lemmon Survey    |
| 299518 | 2006 CX63              | 2 de febrer de 2006  | Mauna Kea            | P. A. Wiegert        |
| 299519 | 2006 CQ66              | 3 de febrer de 2006  | Kitt Peak            | Spacewatch           |
| 299520 | 2006 CA68              | 6 de febrer de 2006  | Mount Lemmon         | Mt. Lemmon Survey    |
| 299521 | 2006 DL1               | 20 de febrer de 2006 | Kitt Peak            | Spacewatch           |
| 299522 | 2006 DY1               | 20 de febrer de 2006 | Kitt Peak            | Spacewatch           |
| 299523 | 2006 DF2               | 20 de febrer de 2006 | Kitt Peak            | Spacewatch           |
| 299524 | 2006 DW4               | 20 de febrer de 2006 | Kitt Peak            | Spacewatch           |
| 299525 | 2006 DQ15              | 20 de febrer de 2006 | Kitt Peak            | Spacewatch           |
| 299526 | 2006 DD17              | 20 de febrer de 2006 | Kitt Peak            | Spacewatch           |
| 299527 | 2006 DZ20              | 20 de febrer de 2006 | Catalina             | CSS                  |
| 299528 | 2006 DF21              | 20 de febrer de 2006 | Mount Lemmon         | Mt. Lemmon Survey    |
| 299529 | 2006 DS21              | 20 de febrer de 2006 | Kitt Peak            | Spacewatch           |
| 299530 | 2006 DB26              | 20 de febrer de 2006 | Socorro              | LINEAR               |
| 299531 | 2006 DF31              | 20 de febrer de 2006 | Mount Lemmon         | Mt. Lemmon Survey    |
| 299532 | 2006 DS31              | 20 de febrer de 2006 | Mount Lemmon         | Mt. Lemmon Survey    |
| 299533 | 2006 DD32              | 20 de febrer de 2006 | Mount Lemmon         | Mt. Lemmon Survey    |
| 299534 | 2006 DV33              | 20 de febrer de 2006 | Kitt Peak            | Spacewatch           |
| 299535 | 2006 DC41              | 22 de febrer de 2006 | Palomar              | NEAT                 |
| 299536 | 2006 DO47              | 21 de febrer de 2006 | Mount Lemmon         | Mt. Lemmon Survey    |
| 299537 | 2006 DC50              | 22 de febrer de 2006 | Catalina             | CSS                  |
| 299538 | 2006 DN50              | 22 de febrer de 2006 | Catalina             | CSS                  |
| 299539 | 2006 DD54              | 24 de febrer de 2006 | Kitt Peak            | Spacewatch           |
| 299540 | 2006 DK58              | 24 de febrer de 2006 | Mount Lemmon         | Mt. Lemmon Survey    |
| 299541 | 2006 DP63              | 24 de febrer de 2006 | Kitt Peak            | Spacewatch           |
| 299542 | 2006 DC79              | 24 de febrer de 2006 | Kitt Peak            | Spacewatch           |
| 299543 | 2006 DE80              | 24 de febrer de 2006 | Kitt Peak            | Spacewatch           |
| 299544 | 2006 DL80              | 24 de febrer de 2006 | Kitt Peak            | Spacewatch           |
| 299545 | 2006 DZ84              | 24 de febrer de 2006 | Kitt Peak            | Spacewatch           |
| 299546 | 2006 DD96              | 24 de febrer de 2006 | Kitt Peak            | Spacewatch           |
| 299547 | 2006 DQ99              | 25 de febrer de 2006 | Kitt Peak            | Spacewatch           |
| 299548 | 2006 DS118             | 28 de febrer de 2006 | Mount Lemmon         | Mt. Lemmon Survey    |
| 299549 | 2006 DT118             | 28 de febrer de 2006 | Socorro              | LINEAR               |
| 299550 | 2006 DN120             | 21 de febrer de 2006 | Catalina             | CSS                  |
| 299551 | 2006 DH127             | 25 de febrer de 2006 | Kitt Peak            | Spacewatch           |
| 299552 | 2006 DN127             | 25 de febrer de 2006 | Mount Lemmon         | Mt. Lemmon Survey    |
| 299553 | 2006 DP132             | 25 de febrer de 2006 | Kitt Peak            | Spacewatch           |
| 299554 | 2006 DG138             | 25 de febrer de 2006 | Kitt Peak            | Spacewatch           |
| 299555 | 2006 DX141             | 25 de febrer de 2006 | Kitt Peak            | Spacewatch           |
| 299556 | 2006 DD146             | 25 de febrer de 2006 | Mount Lemmon         | Mt. Lemmon Survey    |
| 299557 | 2006 DS148             | 25 de febrer de 2006 | Kitt Peak            | Spacewatch           |
| 299558 | 2006 DY151             | 25 de febrer de 2006 | Kitt Peak            | Spacewatch           |
| 299559 | 2006 DB156             | 27 de febrer de 2006 | Kitt Peak            | Spacewatch           |
| 299560 | 2006 DQ156             | 27 de febrer de 2006 | Kitt Peak            | Spacewatch           |
| 299561 | 2006 DY171             | 27 de febrer de 2006 | Kitt Peak            | Spacewatch           |
| 299562 | 2006 DQ175             | 27 de febrer de 2006 | Mount Lemmon         | Mt. Lemmon Survey    |
| 299563 | 2006 DS190             | 27 de febrer de 2006 | Kitt Peak            | Spacewatch           |
| 299564 | 2006 DX192             | 27 de febrer de 2006 | Kitt Peak            | Spacewatch           |
| 299565 | 2006 DD193             | 27 de febrer de 2006 | Kitt Peak            | Spacewatch           |
| 299566 | 2006 DG193             | 27 de febrer de 2006 | Kitt Peak            | Spacewatch           |
| 299567 | 2006 DU203             | 23 de febrer de 2006 | Anderson Mesa        | LONEOS               |
| 299568 | 2006 DG208             | 25 de febrer de 2006 | Kitt Peak            | Spacewatch           |
| 299569 | 2006 DM211             | 24 de febrer de 2006 | Kitt Peak            | Spacewatch           |
| 299570 | 2006 DV214             | 25 de febrer de 2006 | Mount Lemmon         | Mt. Lemmon Survey    |
| 299571 | 2006 ES1               | 3 de març de 2006    | Nyukasa              | Nyukasa              |
| 299572 | 2006 EZ30              | 3 de març de 2006    | Kitt Peak            | Spacewatch           |
| 299573 | 2006 ED40              | 4 de març de 2006    | Kitt Peak            | Spacewatch           |
| 299574 | 2006 EY45              | 3 de març de 2006    | Kitt Peak            | Spacewatch           |
| 299575 | 2006 EE58              | 5 de març de 2006    | Kitt Peak            | Spacewatch           |
| 299576 | 2006 EO63              | 5 de març de 2006    | Kitt Peak            | Spacewatch           |
| 299577 | 2006 FK8               | 23 de març de 2006   | Mount Lemmon         | Mt. Lemmon Survey    |
| 299578 | 2006 FX30              | 25 de març de 2006   | Mount Lemmon         | Mt. Lemmon Survey    |
| 299579 | 2006 FD39              | 23 de març de 2006   | Kitt Peak            | Spacewatch           |
| 299580 | 2006 FO40              | 26 de març de 2006   | Kitt Peak            | Spacewatch           |
| 299581 | 2006 FU42              | 26 de març de 2006   | Mount Lemmon         | Mt. Lemmon Survey    |
| 299582 | 2006 GQ2               | 6 d'abril de 2006    | Catalina             | CSS                  |
| 299583 | 2006 GK11              | 2 d'abril de 2006    | Kitt Peak            | Spacewatch           |
| 299584 | 2006 GY12              | 2 d'abril de 2006    | Kitt Peak            | Spacewatch           |
| 299585 | 2006 GA14              | 2 d'abril de 2006    | Kitt Peak            | Spacewatch           |
| 299586 | 2006 GW18              | 2 d'abril de 2006    | Kitt Peak            | Spacewatch           |
| 299587 | 2006 GT19              | 2 d'abril de 2006    | Kitt Peak            | Spacewatch           |
| 299588 | 2006 GJ25              | 2 d'abril de 2006    | Kitt Peak            | Spacewatch           |
| 299589 | 2006 GD41              | 7 d'abril de 2006    | Catalina             | CSS                  |
| 299590 | 2006 HA11              | 19 d'abril de 2006   | Kitt Peak            | Spacewatch           |
| 299591 | 2006 HC13              | 19 d'abril de 2006   | Kitt Peak            | Spacewatch           |
| 299592 | 2006 HT28              | 21 d'abril de 2006   | Kitt Peak            | Spacewatch           |
| 299593 | 2006 HX29              | 19 d'abril de 2006   | Anderson Mesa        | LONEOS               |
| 299594 | 2006 HL34              | 19 d'abril de 2006   | Mount Lemmon         | Mt. Lemmon Survey    |
| 299595 | 2006 HF35              | 19 d'abril de 2006   | Mount Lemmon         | Mt. Lemmon Survey    |
| 299596 | 2006 HR36              | 20 d'abril de 2006   | Kitt Peak            | Spacewatch           |
| 299597 | 2006 HH42              | 21 d'abril de 2006   | Siding Spring        | Siding Spring Survey |
| 299598 | 2006 HB45              | 25 d'abril de 2006   | Kitt Peak            | Spacewatch           |
| 299599 | 2006 HO50              | 26 d'abril de 2006   | Mount Lemmon         | Mt. Lemmon Survey    |
| 299600 | 2006 HM67              | 24 d'abril de 2006   | Kitt Peak            | Spacewatch           |

## 299601-299700
| Nom    | Designació provisional | Data de descobriment | Lloc de descobriment | Descobridor/s        |
| ------ | ---------------------- | -------------------- | -------------------- | -------------------- |
| 299601 | 2006 HL69              | 24 d'abril de 2006   | Mount Lemmon         | Mt. Lemmon Survey    |
| 299602 | 2006 HC71              | 25 d'abril de 2006   | Kitt Peak            | Spacewatch           |
| 299603 | 2006 HR73              | 25 d'abril de 2006   | Kitt Peak            | Spacewatch           |
| 299604 | 2006 HL74              | 25 d'abril de 2006   | Kitt Peak            | Spacewatch           |
| 299605 | 2006 HO76              | 25 d'abril de 2006   | Kitt Peak            | Spacewatch           |
| 299606 | 2006 HS77              | 26 d'abril de 2006   | Kitt Peak            | Spacewatch           |
| 299607 | 2006 HQ81              | 26 d'abril de 2006   | Kitt Peak            | Spacewatch           |
| 299608 | 2006 HL83              | 26 d'abril de 2006   | Kitt Peak            | Spacewatch           |
| 299609 | 2006 HJ87              | 30 d'abril de 2006   | Kitt Peak            | Spacewatch           |
| 299610 | 2006 HP88              | 30 d'abril de 2006   | Catalina             | CSS                  |
| 299611 | 2006 HZ89              | 26 d'abril de 2006   | Anderson Mesa        | LONEOS               |
| 299612 | 2006 HE92              | 29 d'abril de 2006   | Kitt Peak            | Spacewatch           |
| 299613 | 2006 HY93              | 29 d'abril de 2006   | Kitt Peak            | Spacewatch           |
| 299614 | 2006 HB98              | 30 d'abril de 2006   | Kitt Peak            | Spacewatch           |
| 299615 | 2006 HE110             | 24 d'abril de 2006   | Siding Spring        | Siding Spring Survey |
| 299616 | 2006 JE4               | 2 de maig de 2006    | Mount Lemmon         | Mt. Lemmon Survey    |
| 299617 | 2006 JX6               | 1 de maig de 2006    | Kitt Peak            | Spacewatch           |
| 299618 | 2006 JR12              | 1 de maig de 2006    | Kitt Peak            | Spacewatch           |
| 299619 | 2006 JG17              | 2 de maig de 2006    | Kitt Peak            | Spacewatch           |
| 299620 | 2006 JS25              | 5 de maig de 2006    | Mount Lemmon         | Mt. Lemmon Survey    |
| 299621 | 2006 JW31              | 3 de maig de 2006    | Kitt Peak            | Spacewatch           |
| 299622 | 2006 JS32              | 3 de maig de 2006    | Kitt Peak            | Spacewatch           |
| 299623 | 2006 JH34              | 4 de maig de 2006    | Kitt Peak            | Spacewatch           |
| 299624 | 2006 JS35              | 4 de maig de 2006    | Kitt Peak            | Spacewatch           |
| 299625 | 2006 JT43              | 5 de maig de 2006    | Kitt Peak            | Spacewatch           |
| 299626 | 2006 JH50              | 2 de maig de 2006    | Mount Lemmon         | Mt. Lemmon Survey    |
| 299627 | 2006 JK54              | 8 de maig de 2006    | Mount Lemmon         | Mt. Lemmon Survey    |
| 299628 | 2006 JB56              | 1 de maig de 2006    | Catalina             | CSS                  |
| 299629 | 2006 JD61              | 2 de maig de 2006    | Kitt Peak            | M. W. Buie           |
| 299630 | 2006 JF68              | 1 de maig de 2006    | Kitt Peak            | M. W. Buie           |
| 299631 | 2006 JP68              | 1 de maig de 2006    | Mauna Kea            | P. A. Wiegert        |
| 299632 | 2006 KU2               | 18 de maig de 2006   | Palomar              | NEAT                 |
| 299633 | 2006 KK3               | 19 de maig de 2006   | Mount Lemmon         | Mt. Lemmon Survey    |
| 299634 | 2006 KC8               | 19 de maig de 2006   | Mount Lemmon         | Mt. Lemmon Survey    |
| 299635 | 2006 KH16              | 20 de maig de 2006   | Palomar              | NEAT                 |
| 299636 | 2006 KR18              | 21 de maig de 2006   | Kitt Peak            | Spacewatch           |
| 299637 | 2006 KX28              | 20 de maig de 2006   | Kitt Peak            | Spacewatch           |
| 299638 | 2006 KC30              | 20 de maig de 2006   | Catalina             | CSS                  |
| 299639 | 2006 KW35              | 20 de maig de 2006   | Kitt Peak            | Spacewatch           |
| 299640 | 2006 KW36              | 21 de maig de 2006   | Mount Lemmon         | Mt. Lemmon Survey    |
| 299641 | 2006 KR52              | 21 de maig de 2006   | Kitt Peak            | Spacewatch           |
| 299642 | 2006 KP60              | 22 de maig de 2006   | Kitt Peak            | Spacewatch           |
| 299643 | 2006 KE61              | 22 de maig de 2006   | Kitt Peak            | Spacewatch           |
| 299644 | 2006 KG65              | 24 de maig de 2006   | Kitt Peak            | Spacewatch           |
| 299645 | 2006 KO73              | 23 de maig de 2006   | Kitt Peak            | Spacewatch           |
| 299646 | 2006 KG84              | 22 de maig de 2006   | Kitt Peak            | Spacewatch           |
| 299647 | 2006 KR84              | 24 de maig de 2006   | Mount Lemmon         | Mt. Lemmon Survey    |
| 299648 | 2006 KC89              | 27 de maig de 2006   | Needville            | Needville            |
| 299649 | 2006 KT93              | 25 de maig de 2006   | Kitt Peak            | Spacewatch           |
| 299650 | 2006 KG97              | 25 de maig de 2006   | Kitt Peak            | Spacewatch           |
| 299651 | 2006 KO103             | 29 de maig de 2006   | Reedy Creek          | J. Broughton         |
| 299652 | 2006 KE116             | 29 de maig de 2006   | Kitt Peak            | Spacewatch           |
| 299653 | 2006 KG121             | 23 de maig de 2006   | Siding Spring        | Siding Spring Survey |
| 299654 | 2006 LV1               | 4 de juny de 2006    | Kitt Peak            | Spacewatch           |
| 299655 | 2006 MG                | 16 de juny de 2006   | Kitt Peak            | Spacewatch           |
| 299656 | 2006 MP3               | 16 de juny de 2006   | Palomar              | NEAT                 |
| 299657 | 2006 ME7               | 18 de juny de 2006   | Kitt Peak            | Spacewatch           |
| 299658 | 2006 OV                | 18 de juliol de 2006 | Bergisch Gladbac     | W. Bickel            |
| 299659 | 2006 OR18              | 20 de juliol de 2006 | Siding Spring        | Siding Spring Survey |
| 299660 | 2006 OK20              | 31 de juliol de 2006 | Siding Spring        | Siding Spring Survey |
| 299661 | 2006 OX20              | 25 de juliol de 2006 | Mount Lemmon         | Mt. Lemmon Survey    |
| 299662 | 2006 OE21              | 22 de juliol de 2006 | Mount Lemmon         | Mt. Lemmon Survey    |
| 299663 | 2006 OO21              | 29 de juliol de 2006 | Siding Spring        | Siding Spring Survey |
| 299664 | 2006 PS4               | 15 d'agost de 2006   | Reedy Creek          | J. Broughton         |
| 299665 | 2006 PE7               | 12 d'agost de 2006   | Palomar              | NEAT                 |
| 299666 | 2006 PY11              | 13 d'agost de 2006   | Palomar              | NEAT                 |
| 299667 | 2006 PC40              | 14 d'agost de 2006   | Palomar              | NEAT                 |
| 299668 | 2006 QV1               | 17 d'agost de 2006   | Palomar              | NEAT                 |
| 299669 | 2006 QW6               | 17 d'agost de 2006   | Palomar              | NEAT                 |
| 299670 | 2006 QU7               | 19 d'agost de 2006   | Kitt Peak            | Spacewatch           |
| 299671 | 2006 QQ13              | 17 d'agost de 2006   | Palomar              | NEAT                 |
| 299672 | 2006 QG15              | 17 d'agost de 2006   | Palomar              | NEAT                 |
| 299673 | 2006 QG16              | 17 d'agost de 2006   | Palomar              | NEAT                 |
| 299674 | 2006 QM21              | 19 d'agost de 2006   | Anderson Mesa        | LONEOS               |
| 299675 | 2006 QT27              | 20 d'agost de 2006   | Palomar              | NEAT                 |
| 299676 | 2006 QE32              | 19 d'agost de 2006   | Palomar              | NEAT                 |
| 299677 | 2006 QQ42              | 17 d'agost de 2006   | Palomar              | NEAT                 |
| 299678 | 2006 QG46              | 20 d'agost de 2006   | Palomar              | NEAT                 |
| 299679 | 2006 QN61              | 22 d'agost de 2006   | Palomar              | NEAT                 |
| 299680 | 2006 QB67              | 21 d'agost de 2006   | Kitt Peak            | Spacewatch           |
| 299681 | 2006 QN74              | 21 d'agost de 2006   | Kitt Peak            | Spacewatch           |
| 299682 | 2006 QQ79              | 24 d'agost de 2006   | Socorro              | LINEAR               |
| 299683 | 2006 QW81              | 24 d'agost de 2006   | Palomar              | NEAT                 |
| 299684 | 2006 QB90              | 27 d'agost de 2006   | Kitt Peak            | Spacewatch           |
| 299685 | 2006 QQ93              | 16 d'agost de 2006   | Palomar              | NEAT                 |
| 299686 | 2006 QP94              | 16 d'agost de 2006   | Palomar              | NEAT                 |
| 299687 | 2006 QB96              | 16 d'agost de 2006   | Palomar              | NEAT                 |
| 299688 | 2006 QN100             | 24 d'agost de 2006   | Palomar              | NEAT                 |
| 299689 | 2006 QY100             | 26 d'agost de 2006   | Socorro              | LINEAR               |
| 299690 | 2006 QT104             | 28 d'agost de 2006   | Kitt Peak            | Spacewatch           |
| 299691 | 2006 QX106             | 28 d'agost de 2006   | Catalina             | CSS                  |
| 299692 | 2006 QE107             | 28 d'agost de 2006   | Anderson Mesa        | LONEOS               |
| 299693 | 2006 QZ110             | 30 d'agost de 2006   | Wrightwood           | J. W. Young          |
| 299694 | 2006 QU120             | 29 d'agost de 2006   | Catalina             | CSS                  |
| 299695 | 2006 QB137             | 24 d'agost de 2006   | Socorro              | LINEAR               |
| 299696 | 2006 QJ139             | 17 d'agost de 2006   | Palomar              | NEAT                 |
| 299697 | 2006 QK139             | 8 d'octubre de 2002  | Anderson Mesa        | LONEOS               |
| 299698 | 2006 QC145             | 18 d'agost de 2006   | Kitt Peak            | Spacewatch           |
| 299699 | 2006 QG148             | 18 d'agost de 2006   | Kitt Peak            | Spacewatch           |
| 299700 | 2006 QA149             | 18 d'agost de 2006   | Kitt Peak            | Spacewatch           |

## 299701-299800
| Nom                   | Designació provisional | Data de descobriment   | Lloc de descobriment | Descobridor/s |
| --------------------- | ---------------------- | ---------------------- | -------------------- | ------------- |
| 299701                | 2006 QW151             | 19 d'agost de 2006     | Kitt Peak            | Spacewatch    |
| 299702                | 2006 QG156             | 19 d'agost de 2006     | Kitt Peak            | Spacewatch    |
| 299703                | 2006 QH156             | 19 d'agost de 2006     | Kitt Peak            | Spacewatch    |
| 299704                | 2006 QS156             | 19 d'agost de 2006     | Kitt Peak            | Spacewatch    |
| 299705                | 2006 QS161             | 19 d'agost de 2006     | Kitt Peak            | Spacewatch    |
| 299706                | 2006 QW163             | 27 d'agost de 2006     | Kitt Peak            | Spacewatch    |
| 299707                | 2006 QF164             | 29 d'agost de 2006     | Anderson Mesa        | LONEOS        |
| 299708                | 2006 QB165             | 29 d'agost de 2006     | Catalina             | CSS           |
| 299709                | 2006 QH166             | 29 d'agost de 2006     | Catalina             | CSS           |
| 299710                | 2006 QT169             | 28 d'agost de 2006     | Anderson Mesa        | LONEOS        |
| 299711                | 2006 QS176             | 18 d'agost de 2006     | Kitt Peak            | Spacewatch    |
| 299712                | 2006 QQ182             | 18 d'agost de 2006     | Kitt Peak            | Spacewatch    |
| 299713                | 2006 QO183             | 29 d'agost de 2006     | Anderson Mesa        | LONEOS        |
| 299714                | 2006 QQ184             | 19 d'agost de 2006     | Kitt Peak            | Spacewatch    |
| 299715                | 2006 QG187             | 21 d'agost de 2006     | Kitt Peak            | Spacewatch    |
| 299716                | 2006 RN6               | 14 de setembre de 2006 | Catalina             | CSS           |
| 299717                | 2006 RF7               | 14 de setembre de 2006 | Kitt Peak            | Spacewatch    |
| 299718                | 2006 RH15              | 14 de setembre de 2006 | Catalina             | CSS           |
| 299719                | 2006 RU15              | 14 de setembre de 2006 | Catalina             | CSS           |
| 299720                | 2006 RL19              | 14 de setembre de 2006 | Palomar              | NEAT          |
| 299721                | 2006 RH21              | 15 de setembre de 2006 | Kitt Peak            | Spacewatch    |
| 299722                | 2006 RP26              | 14 de setembre de 2006 | Kitt Peak            | Spacewatch    |
| 299723                | 2006 RB27              | 14 de setembre de 2006 | Catalina             | CSS           |
| 299724                | 2006 RG33              | 12 de setembre de 2006 | Catalina             | CSS           |
| 299725                | 2006 RY33              | 12 de setembre de 2006 | Catalina             | CSS           |
| 299726                | 2006 RN38              | 14 de setembre de 2006 | Catalina             | CSS           |
| 299727                | 2006 RX41              | 14 de setembre de 2006 | Kitt Peak            | Spacewatch    |
| 299728                | 2006 RT48              | 14 de setembre de 2006 | Kitt Peak            | Spacewatch    |
| 299729                | 2006 RA49              | 14 de setembre de 2006 | Kitt Peak            | Spacewatch    |
| 299730                | 2006 RZ51              | 14 de setembre de 2006 | Kitt Peak            | Spacewatch    |
| 299731                | 2006 RC52              | 14 de setembre de 2006 | Kitt Peak            | Spacewatch    |
| 299732                | 2006 RN54              | 14 de setembre de 2006 | Kitt Peak            | Spacewatch    |
| 299733                | 2006 RE56              | 14 de setembre de 2006 | Kitt Peak            | Spacewatch    |
| 299734                | 2006 RJ58              | 15 de setembre de 2006 | Kitt Peak            | Spacewatch    |
| 299735                | 2006 RC59              | 15 de setembre de 2006 | Kitt Peak            | Spacewatch    |
| 299736                | 2006 RV63              | 14 de setembre de 2006 | Catalina             | CSS           |
| 299737                | 2006 RT68              | 15 de setembre de 2006 | Kitt Peak            | Spacewatch    |
| 299738                | 2006 RA70              | 15 de setembre de 2006 | Kitt Peak            | Spacewatch    |
| 299739                | 2006 RB71              | 15 de setembre de 2006 | Kitt Peak            | Spacewatch    |
| 299740                | 2006 RA73              | 15 de setembre de 2006 | Kitt Peak            | Spacewatch    |
| 299741                | 2006 RX75              | 15 de setembre de 2006 | Kitt Peak            | Spacewatch    |
| 299742                | 2006 RO79              | 15 de setembre de 2006 | Kitt Peak            | Spacewatch    |
| 299743                | 2006 RY80              | 15 de setembre de 2006 | Kitt Peak            | Spacewatch    |
| 299744                | 2006 RB83              | 15 de setembre de 2006 | Kitt Peak            | Spacewatch    |
| 299745                | 2006 RJ84              | 15 de setembre de 2006 | Kitt Peak            | Spacewatch    |
| 299746                | 2006 RS84              | 15 de setembre de 2006 | Kitt Peak            | Spacewatch    |
| 299747                | 2006 RY86              | 15 de setembre de 2006 | Kitt Peak            | Spacewatch    |
| 299748                | 2006 RP93              | 15 de setembre de 2006 | Kitt Peak            | Spacewatch    |
| 299749                | 2006 RB94              | 15 de setembre de 2006 | Kitt Peak            | Spacewatch    |
| 299750                | 2006 RU94              | 15 de setembre de 2006 | Kitt Peak            | Spacewatch    |
| 299751                | 2006 RX96              | 15 de setembre de 2006 | Kitt Peak            | Spacewatch    |
| 299752                | 2006 RM100             | 14 de setembre de 2006 | Catalina             | CSS           |
| 299753                | 2006 RR100             | 14 de setembre de 2006 | Catalina             | CSS           |
| 299754                | 2006 RX104             | 14 de setembre de 2006 | Kitt Peak            | Spacewatch    |
| 299755 Ericmontellese | 2006 RB106             | 14 de setembre de 2006 | Mauna Kea            | J. Masiero    |
| 299756 Kerryaileen    | 2006 RO109             | 14 de setembre de 2006 | Mauna Kea            | J. Masiero    |
| 299757                | 2006 RR120             | 15 de setembre de 2006 | Kitt Peak            | Spacewatch    |
| 299758                | 2006 RZ120             | 15 de setembre de 2006 | Kitt Peak            | Spacewatch    |
| 299759                | 2006 RE122             | 15 de setembre de 2006 | Kitt Peak            | Spacewatch    |
| 299760                | 2006 SS4               | 16 de setembre de 2006 | Catalina             | CSS           |
| 299761                | 2006 SM6               | 16 de setembre de 2006 | Palomar              | NEAT          |
| 299762                | 2006 SR8               | 16 de setembre de 2006 | Catalina             | CSS           |
| 299763                | 2006 SE12              | 16 de setembre de 2006 | Catalina             | CSS           |
| 299764                | 2006 SX13              | 17 de setembre de 2006 | Kitt Peak            | Spacewatch    |
| 299765                | 2006 SC15              | 17 de setembre de 2006 | Catalina             | CSS           |
| 299766                | 2006 SX20              | 16 de setembre de 2006 | Anderson Mesa        | LONEOS        |
| 299767                | 2006 SK21              | 16 de setembre de 2006 | Anderson Mesa        | LONEOS        |
| 299768                | 2006 SO24              | 16 de setembre de 2006 | Catalina             | CSS           |
| 299769                | 2006 SH30              | 17 de setembre de 2006 | Kitt Peak            | Spacewatch    |
| 299770                | 2006 SW31              | 17 de setembre de 2006 | Kitt Peak            | Spacewatch    |
| 299771                | 2006 SC32              | 17 de setembre de 2006 | Kitt Peak            | Spacewatch    |
| 299772                | 2006 SZ38              | 18 de setembre de 2006 | Kitt Peak            | Spacewatch    |
| 299773                | 2006 SD39              | 18 de setembre de 2006 | Catalina             | CSS           |
| 299774                | 2006 SF40              | 18 de setembre de 2006 | Catalina             | CSS           |
| 299775                | 2006 ST45              | 18 de setembre de 2006 | Catalina             | CSS           |
| 299776                | 2006 SK57              | 18 de setembre de 2006 | Catalina             | CSS           |
| 299777                | 2006 SN63              | 21 de setembre de 2006 | Vallemare Borbon     | V. S. Casulli |
| 299778                | 2006 SO64              | 19 de setembre de 2006 | Catalina             | CSS           |
| 299779                | 2006 SN65              | 18 de setembre de 2006 | Kitt Peak            | Spacewatch    |
| 299780                | 2006 SK72              | 19 de setembre de 2006 | Kitt Peak            | Spacewatch    |
| 299781                | 2006 SE73              | 19 de setembre de 2006 | Kitt Peak            | Spacewatch    |
| 299782                | 2006 SG74              | 19 de setembre de 2006 | Kitt Peak            | Spacewatch    |
| 299783                | 2006 SV74              | 19 de setembre de 2006 | Kitt Peak            | Spacewatch    |
| 299784                | 2006 SD75              | 19 de setembre de 2006 | Kitt Peak            | Spacewatch    |
| 299785                | 2006 SC77              | 22 de setembre de 2006 | Vallemare Borbon     | V. S. Casulli |
| 299786                | 2006 SU81              | 18 de setembre de 2006 | Kitt Peak            | Spacewatch    |
| 299787                | 2006 SE83              | 18 de setembre de 2006 | Kitt Peak            | Spacewatch    |
| 299788                | 2006 SZ83              | 18 de setembre de 2006 | Kitt Peak            | Spacewatch    |
| 299789                | 2006 SE87              | 18 de setembre de 2006 | Kitt Peak            | Spacewatch    |
| 299790                | 2006 SV89              | 18 de setembre de 2006 | Kitt Peak            | Spacewatch    |
| 299791                | 2006 SL93              | 18 de setembre de 2006 | Kitt Peak            | Spacewatch    |
| 299792                | 2006 SY93              | 18 de setembre de 2006 | Kitt Peak            | Spacewatch    |
| 299793                | 2006 SR94              | 18 de setembre de 2006 | Kitt Peak            | Spacewatch    |
| 299794                | 2006 SC95              | 18 de setembre de 2006 | Kitt Peak            | Spacewatch    |
| 299795                | 2006 SE95              | 18 de setembre de 2006 | Kitt Peak            | Spacewatch    |
| 299796                | 2006 SY96              | 18 de setembre de 2006 | Kitt Peak            | Spacewatch    |
| 299797                | 2006 SA97              | 18 de setembre de 2006 | Kitt Peak            | Spacewatch    |
| 299798                | 2006 SD99              | 18 de setembre de 2006 | Kitt Peak            | Spacewatch    |
| 299799                | 2006 SA102             | 20 de setembre de 2001 | Socorro              | LINEAR        |
| 299800                | 2006 SP106             | 19 de setembre de 2006 | Kitt Peak            | Spacewatch    |

## 299801-299900
| Nom    | Designació provisional | Data de descobriment   | Lloc de descobriment | Descobridor/s     |
| ------ | ---------------------- | ---------------------- | -------------------- | ----------------- |
| 299801 | 2006 SD108             | 19 de setembre de 2006 | Anderson Mesa        | LONEOS            |
| 299802 | 2006 SV108             | 19 de setembre de 2006 | Kitt Peak            | Spacewatch        |
| 299803 | 2006 SF109             | 19 de setembre de 2006 | Kitt Peak            | Spacewatch        |
| 299804 | 2006 SF114             | 23 de setembre de 2006 | Kitt Peak            | Spacewatch        |
| 299805 | 2006 ST118             | 24 de setembre de 2006 | Kitt Peak            | Spacewatch        |
| 299806 | 2006 SQ120             | 18 de setembre de 2006 | Catalina             | CSS               |
| 299807 | 2006 SS120             | 18 de setembre de 2006 | Catalina             | CSS               |
| 299808 | 2006 SZ120             | 18 de setembre de 2006 | Catalina             | CSS               |
| 299809 | 2006 SS125             | 20 de setembre de 2006 | Catalina             | CSS               |
| 299810 | 2006 SD129             | 17 de setembre de 2006 | Kitt Peak            | Spacewatch        |
| 299811 | 2006 SH129             | 18 de setembre de 2006 | Kitt Peak            | Spacewatch        |
| 299812 | 2006 SA132             | 16 de setembre de 2006 | Catalina             | CSS               |
| 299813 | 2006 SG132             | 16 de setembre de 2006 | Catalina             | CSS               |
| 299814 | 2006 SC134             | 18 de setembre de 2006 | Catalina             | CSS               |
| 299815 | 2006 SM143             | 19 de setembre de 2006 | Kitt Peak            | Spacewatch        |
| 299816 | 2006 SA150             | 19 de setembre de 2006 | Kitt Peak            | Spacewatch        |
| 299817 | 2006 SQ154             | 21 de setembre de 2006 | Anderson Mesa        | LONEOS            |
| 299818 | 2006 SP156             | 23 de setembre de 2006 | Kitt Peak            | Spacewatch        |
| 299819 | 2006 SJ157             | 23 de setembre de 2001 | Kitt Peak            | Spacewatch        |
| 299820 | 2006 SO157             | 23 de setembre de 2006 | Kitt Peak            | Spacewatch        |
| 299821 | 2006 SW158             | 23 de setembre de 2006 | Kitt Peak            | Spacewatch        |
| 299822 | 2006 SB161             | 23 de setembre de 2006 | Kitt Peak            | Spacewatch        |
| 299823 | 2006 SF161             | 23 de setembre de 2006 | Kitt Peak            | Spacewatch        |
| 299824 | 2006 SY162             | 24 de setembre de 2006 | Kitt Peak            | Spacewatch        |
| 299825 | 2006 SR166             | 25 de setembre de 2006 | Kitt Peak            | Spacewatch        |
| 299826 | 2006 SC168             | 25 de setembre de 2006 | Kitt Peak            | Spacewatch        |
| 299827 | 2006 ST170             | 25 de setembre de 2006 | Kitt Peak            | Spacewatch        |
| 299828 | 2006 SM173             | 25 de setembre de 2006 | Kitt Peak            | Spacewatch        |
| 299829 | 2006 SF176             | 25 de setembre de 2006 | Mount Lemmon         | Mt. Lemmon Survey |
| 299830 | 2006 SX178             | 25 de setembre de 2006 | Kitt Peak            | Spacewatch        |
| 299831 | 2006 SF183             | 25 de setembre de 2006 | Mount Lemmon         | Mt. Lemmon Survey |
| 299832 | 2006 SB188             | 26 de setembre de 2006 | Kitt Peak            | Spacewatch        |
| 299833 | 2006 SE191             | 26 de setembre de 2006 | Mount Lemmon         | Mt. Lemmon Survey |
| 299834 | 2006 SH195             | 26 de setembre de 2006 | Kitt Peak            | Spacewatch        |
| 299835 | 2006 ST195             | 26 de setembre de 2006 | Mount Lemmon         | Mt. Lemmon Survey |
| 299836 | 2006 SH196             | 26 de setembre de 2006 | Mount Lemmon         | Mt. Lemmon Survey |
| 299837 | 2006 SX199             | 24 de setembre de 2006 | Kitt Peak            | Spacewatch        |
| 299838 | 2006 SO200             | 24 de setembre de 2006 | Kitt Peak            | Spacewatch        |
| 299839 | 2006 SY200             | 24 de setembre de 2006 | Kitt Peak            | Spacewatch        |
| 299840 | 2006 SO203             | 25 de setembre de 2006 | Mount Lemmon         | Mt. Lemmon Survey |
| 299841 | 2006 SQ203             | 25 de setembre de 2006 | Kitt Peak            | Spacewatch        |
| 299842 | 2006 SL204             | 25 de setembre de 2006 | Kitt Peak            | Spacewatch        |
| 299843 | 2006 SK216             | 27 de setembre de 2006 | Kitt Peak            | Spacewatch        |
| 299844 | 2006 SW220             | 25 de setembre de 2006 | Mount Lemmon         | Mt. Lemmon Survey |
| 299845 | 2006 SX221             | 25 de setembre de 2006 | Mount Lemmon         | Mt. Lemmon Survey |
| 299846 | 2006 SE227             | 26 de setembre de 2006 | Kitt Peak            | Spacewatch        |
| 299847 | 2006 SK228             | 26 de setembre de 2006 | Kitt Peak            | Spacewatch        |
| 299848 | 2006 SC238             | 26 de setembre de 2006 | Kitt Peak            | Spacewatch        |
| 299849 | 2006 SD240             | 26 de setembre de 2006 | Kitt Peak            | Spacewatch        |
| 299850 | 2006 ST244             | 26 de setembre de 2006 | Kitt Peak            | Spacewatch        |
| 299851 | 2006 SP245             | 26 de setembre de 2006 | Kitt Peak            | Spacewatch        |
| 299852 | 2006 SC254             | 26 de setembre de 2006 | Mount Lemmon         | Mt. Lemmon Survey |
| 299853 | 2006 ST254             | 26 de setembre de 2006 | Kitt Peak            | Spacewatch        |
| 299854 | 2006 SM256             | 26 de setembre de 2006 | Kitt Peak            | Spacewatch        |
| 299855 | 2006 SW258             | 26 de setembre de 2006 | Kitt Peak            | Spacewatch        |
| 299856 | 2006 SU259             | 26 de setembre de 2006 | Mount Lemmon         | Mt. Lemmon Survey |
| 299857 | 2006 SW261             | 26 de setembre de 2006 | Mount Lemmon         | Mt. Lemmon Survey |
| 299858 | 2006 SP262             | 26 de setembre de 2006 | Mount Lemmon         | Mt. Lemmon Survey |
| 299859 | 2006 SX262             | 26 de setembre de 2006 | Mount Lemmon         | Mt. Lemmon Survey |
| 299860 | 2006 SK267             | 26 de setembre de 2006 | Kitt Peak            | Spacewatch        |
| 299861 | 2006 SK268             | 26 de setembre de 2006 | Kitt Peak            | Spacewatch        |
| 299862 | 2006 SC269             | 26 de setembre de 2006 | Kitt Peak            | Spacewatch        |
| 299863 | 2006 SP273             | 27 de setembre de 2006 | Mount Lemmon         | Mt. Lemmon Survey |
| 299864 | 2006 ST273             | 27 de setembre de 2006 | Mount Lemmon         | Mt. Lemmon Survey |
| 299865 | 2006 SX273             | 27 de setembre de 2006 | Mount Lemmon         | Mt. Lemmon Survey |
| 299866 | 2006 SF275             | 27 de setembre de 2006 | Kitt Peak            | Spacewatch        |
| 299867 | 2006 SN282             | 25 de setembre de 2006 | Anderson Mesa        | LONEOS            |
| 299868 | 2006 SR289             | 26 de setembre de 2006 | Catalina             | CSS               |
| 299869 | 2006 SA290             | 27 de setembre de 2006 | Catalina             | CSS               |
| 299870 | 2006 SY292             | 25 de setembre de 2006 | Kitt Peak            | Spacewatch        |
| 299871 | 2006 SL293             | 25 de setembre de 2006 | Kitt Peak            | Spacewatch        |
| 299872 | 2006 SB294             | 25 de setembre de 2006 | Kitt Peak            | Spacewatch        |
| 299873 | 2006 SM297             | 25 de setembre de 2006 | Mount Lemmon         | Mt. Lemmon Survey |
| 299874 | 2006 SU297             | 25 de setembre de 2006 | Anderson Mesa        | LONEOS            |
| 299875 | 2006 SV297             | 25 de setembre de 2006 | Anderson Mesa        | LONEOS            |
| 299876 | 2006 SR302             | 27 de setembre de 2006 | Kitt Peak            | Spacewatch        |
| 299877 | 2006 SB304             | 27 de setembre de 2006 | Mount Lemmon         | Mt. Lemmon Survey |
| 299878 | 2006 SH312             | 27 de setembre de 2006 | Mount Lemmon         | Mt. Lemmon Survey |
| 299879 | 2006 SU313             | 27 de setembre de 2006 | Kitt Peak            | Spacewatch        |
| 299880 | 2006 SP314             | 27 de setembre de 2006 | Kitt Peak            | Spacewatch        |
| 299881 | 2006 SQ319             | 27 de setembre de 2006 | Kitt Peak            | Spacewatch        |
| 299882 | 2006 SV325             | 27 de setembre de 2006 | Kitt Peak            | Spacewatch        |
| 299883 | 2006 SL332             | 28 de setembre de 2006 | Mount Lemmon         | Mt. Lemmon Survey |
| 299884 | 2006 SP332             | 28 de setembre de 2006 | Mount Lemmon         | Mt. Lemmon Survey |
| 299885 | 2006 SE333             | 28 de setembre de 2006 | Kitt Peak            | Spacewatch        |
| 299886 | 2006 SG333             | 28 de setembre de 2006 | Kitt Peak            | Spacewatch        |
| 299887 | 2006 ST335             | 28 de setembre de 2006 | Kitt Peak            | Spacewatch        |
| 299888 | 2006 SL339             | 28 de setembre de 2006 | Kitt Peak            | Spacewatch        |
| 299889 | 2006 SC341             | 28 de setembre de 2006 | Kitt Peak            | Spacewatch        |
| 299890 | 2006 SD341             | 28 de setembre de 2006 | Kitt Peak            | Spacewatch        |
| 299891 | 2006 SN345             | 28 de setembre de 2006 | Kitt Peak            | Spacewatch        |
| 299892 | 2006 SF346             | 28 de setembre de 2006 | Kitt Peak            | Spacewatch        |
| 299893 | 2006 SP348             | 28 de setembre de 2006 | Kitt Peak            | Spacewatch        |
| 299894 | 2006 SZ351             | 30 de setembre de 2006 | Catalina             | CSS               |
| 299895 | 2006 SN352             | 30 de setembre de 2006 | Catalina             | CSS               |
| 299896 | 2006 SP360             | 30 de setembre de 2006 | Mount Lemmon         | Mt. Lemmon Survey |
| 299897 | 2006 SE369             | 23 de setembre de 2006 | Moletai              | Moletai           |
| 299898 | 2006 SB373             | 28 de setembre de 2006 | Mount Lemmon         | Mt. Lemmon Survey |
| 299899 | 2006 SH373             | 16 de setembre de 2006 | Apache Point         | A. C. Becker      |
| 299900 | 2006 SJ373             | 16 de setembre de 2006 | Apache Point         | A. C. Becker      |

## 299901-300000
| Nom    | Designació provisional | Data de descobriment   | Lloc de descobriment | Descobridor/s       |
| ------ | ---------------------- | ---------------------- | -------------------- | ------------------- |
| 299901 | 2006 SJ374             | 16 de setembre de 2006 | Apache Point         | A. C. Becker        |
| 299902 | 2006 SR374             | 16 de setembre de 2006 | Apache Point         | A. C. Becker        |
| 299903 | 2006 SJ375             | 17 de setembre de 2006 | Apache Point         | A. C. Becker        |
| 299904 | 2006 SJ377             | 17 de setembre de 2006 | Apache Point         | A. C. Becker        |
| 299905 | 2006 SM380             | 27 de setembre de 2006 | Apache Point         | A. C. Becker        |
| 299906 | 2006 SO380             | 27 de setembre de 2006 | Apache Point         | A. C. Becker        |
| 299907 | 2006 SX382             | 28 de setembre de 2006 | Apache Point         | A. C. Becker        |
| 299908 | 2006 ST390             | 17 de setembre de 2006 | Kitt Peak            | Spacewatch          |
| 299909 | 2006 SZ391             | 19 de setembre de 2006 | Anderson Mesa        | LONEOS              |
| 299910 | 2006 SB394             | 30 de setembre de 2006 | Kitt Peak            | Spacewatch          |
| 299911 | 2006 SV397             | 26 de setembre de 2006 | Kitt Peak            | Spacewatch          |
| 299912 | 2006 SK398             | 16 de setembre de 2006 | Kitt Peak            | Spacewatch          |
| 299913 | 2006 SZ400             | 26 de setembre de 2006 | Kitt Peak            | Spacewatch          |
| 299914 | 2006 SW404             | 30 de setembre de 2006 | Mount Lemmon         | Mt. Lemmon Survey   |
| 299915 | 2006 SD405             | 28 de setembre de 2006 | Mount Lemmon         | Mt. Lemmon Survey   |
| 299916 | 2006 SG406             | 20 de setembre de 2006 | Kitt Peak            | Spacewatch          |
| 299917 | 2006 SR407             | 24 de setembre de 2006 | Kitt Peak            | Spacewatch          |
| 299918 | 2006 SQ409             | 17 de setembre de 2006 | Kitt Peak            | Spacewatch          |
| 299919 | 2006 TZ                | 3 d'octubre de 2006    | Great Shefford       | P. Birtwhistle      |
| 299920 | 2006 TZ2               | 2 d'octubre de 2006    | Kitt Peak            | Spacewatch          |
| 299921 | 2006 TM4               | 2 d'octubre de 2006    | Mount Lemmon         | Mt. Lemmon Survey   |
| 299922 | 2006 TY6               | 4 d'octubre de 2006    | Great Shefford       | P. Birtwhistle      |
| 299923 | 2006 TP8               | 4 d'octubre de 2006    | Mount Lemmon         | Mt. Lemmon Survey   |
| 299924 | 2006 TW8               | 11 d'octubre de 2006   | Kitt Peak            | Spacewatch          |
| 299925 | 2006 TW10              | 12 d'octubre de 2006   | Kitt Peak            | Spacewatch          |
| 299926 | 2006 TE11              | 13 d'octubre de 2006   | Kitt Peak            | Spacewatch          |
| 299927 | 2006 TC15              | 11 d'octubre de 2006   | Kitt Peak            | Spacewatch          |
| 299928 | 2006 TQ18              | 11 d'octubre de 2006   | Kitt Peak            | Spacewatch          |
| 299929 | 2006 TG21              | 11 d'octubre de 2006   | Kitt Peak            | Spacewatch          |
| 299930 | 2006 TZ23              | 11 d'octubre de 2006   | Kitt Peak            | Spacewatch          |
| 299931 | 2006 TH27              | 12 d'octubre de 2006   | Kitt Peak            | Spacewatch          |
| 299932 | 2006 TF33              | 12 d'octubre de 2006   | Kitt Peak            | Spacewatch          |
| 299933 | 2006 TJ34              | 12 d'octubre de 2006   | Kitt Peak            | Spacewatch          |
| 299934 | 2006 TH35              | 12 d'octubre de 2006   | Kitt Peak            | Spacewatch          |
| 299935 | 2006 TH38              | 12 d'octubre de 2006   | Kitt Peak            | Spacewatch          |
| 299936 | 2006 TU38              | 12 d'octubre de 2006   | Kitt Peak            | Spacewatch          |
| 299937 | 2006 TU39              | 12 d'octubre de 2006   | Kitt Peak            | Spacewatch          |
| 299938 | 2006 TP40              | 12 d'octubre de 2006   | Kitt Peak            | Spacewatch          |
| 299939 | 2006 TP42              | 12 d'octubre de 2006   | Kitt Peak            | Spacewatch          |
| 299940 | 2006 TG43              | 12 d'octubre de 2006   | Kitt Peak            | Spacewatch          |
| 299941 | 2006 TK43              | 12 d'octubre de 2006   | Kitt Peak            | Spacewatch          |
| 299942 | 2006 TB48              | 12 d'octubre de 2006   | Kitt Peak            | Spacewatch          |
| 299943 | 2006 TX50              | 12 d'octubre de 2006   | Kitt Peak            | Spacewatch          |
| 299944 | 2006 TD52              | 12 d'octubre de 2006   | Kitt Peak            | Spacewatch          |
| 299945 | 2006 TU53              | 12 d'octubre de 2006   | Kitt Peak            | Spacewatch          |
| 299946 | 2006 TR54              | 12 d'octubre de 2006   | Palomar              | NEAT                |
| 299947 | 2006 TC55              | 12 d'octubre de 2006   | Palomar              | NEAT                |
| 299948 | 2006 TT56              | 14 d'octubre de 2006   | Eskridge             | Eskridge            |
| 299949 | 2006 TD59              | 13 d'octubre de 2006   | Kitt Peak            | Spacewatch          |
| 299950 | 2006 TQ59              | 13 d'octubre de 2006   | Kitt Peak            | Spacewatch          |
| 299951 | 2006 TM60              | 13 d'octubre de 2006   | Kitt Peak            | Spacewatch          |
| 299952 | 2006 TS60              | 14 d'octubre de 2006   | Bergisch Gladbac     | W. Bickel           |
| 299953 | 2006 TP63              | 10 d'octubre de 2006   | Palomar              | NEAT                |
| 299954 | 2006 TX65              | 11 d'octubre de 2006   | Kitt Peak            | Spacewatch          |
| 299955 | 2006 TC68              | 11 d'octubre de 2006   | Palomar              | NEAT                |
| 299956 | 2006 TD71              | 11 d'octubre de 2006   | Palomar              | NEAT                |
| 299957 | 2006 TB72              | 11 d'octubre de 2006   | Palomar              | NEAT                |
| 299958 | 2006 TB73              | 11 d'octubre de 2006   | Palomar              | NEAT                |
| 299959 | 2006 TM76              | 11 d'octubre de 2006   | Palomar              | NEAT                |
| 299960 | 2006 TY77              | 12 d'octubre de 2006   | Palomar              | NEAT                |
| 299961 | 2006 TU78              | 12 d'octubre de 2006   | Palomar              | NEAT                |
| 299962 | 2006 TV78              | 12 d'octubre de 2006   | Palomar              | NEAT                |
| 299963 | 2006 TH79              | 12 d'octubre de 2006   | Kitt Peak            | Spacewatch          |
| 299964 | 2006 TQ79              | 13 d'octubre de 2006   | Kitt Peak            | Spacewatch          |
| 299965 | 2006 TK81              | 13 d'octubre de 2006   | Kitt Peak            | Spacewatch          |
| 299966 | 2006 TS82              | 13 d'octubre de 2006   | Kitt Peak            | Spacewatch          |
| 299967 | 2006 TS90              | 13 d'octubre de 2006   | Kitt Peak            | Spacewatch          |
| 299968 | 2006 TV90              | 13 d'octubre de 2006   | Kitt Peak            | Spacewatch          |
| 299969 | 2006 TL93              | 15 d'octubre de 2006   | Kitt Peak            | Spacewatch          |
| 299970 | 2006 TG95              | 13 d'octubre de 2006   | Lulin                | C.-S. Lin, Q.-z. Ye |
| 299971 | 2006 TS95              | 12 d'octubre de 2006   | Kitt Peak            | Spacewatch          |
| 299972 | 2006 TP96              | 12 d'octubre de 2006   | Palomar              | NEAT                |
| 299973 | 2006 TG100             | 15 d'octubre de 2006   | Kitt Peak            | Spacewatch          |
| 299974 | 2006 TQ102             | 15 d'octubre de 2006   | Kitt Peak            | Spacewatch          |
| 299975 | 2006 TF110             | 13 d'octubre de 2006   | Kitt Peak            | Spacewatch          |
| 299976 | 2006 TT111             | 1 d'octubre de 2006    | Apache Point         | A. C. Becker        |
| 299977 | 2006 TA112             | 1 d'octubre de 2006    | Apache Point         | A. C. Becker        |
| 299978 | 2006 TH112             | 1 d'octubre de 2006    | Apache Point         | A. C. Becker        |
| 299979 | 2006 TT119             | 11 d'octubre de 2006   | Apache Point         | A. C. Becker        |
| 299980 | 2006 TD121             | 12 d'octubre de 2006   | Apache Point         | A. C. Becker        |
| 299981 | 2006 TM121             | 2 d'octubre de 2006    | Mount Lemmon         | Mt. Lemmon Survey   |
| 299982 | 2006 TC124             | 2 d'octubre de 2006    | Mount Lemmon         | Mt. Lemmon Survey   |
| 299983 | 2006 TW125             | 13 d'octubre de 2006   | Kitt Peak            | Spacewatch          |
| 299984 | 2006 TC126             | 13 d'octubre de 2006   | Kitt Peak            | Spacewatch          |
| 299985 | 2006 UQ8               | 16 d'octubre de 2006   | Catalina             | CSS                 |
| 299986 | 2006 UN9               | 16 d'octubre de 2006   | Kitt Peak            | Spacewatch          |
| 299987 | 2006 UW11              | 17 d'octubre de 2006   | Mount Lemmon         | Mt. Lemmon Survey   |
| 299988 | 2006 UT13              | 17 d'octubre de 2006   | Mount Lemmon         | Mt. Lemmon Survey   |
| 299989 | 2006 UF14              | 17 d'octubre de 2006   | Mount Lemmon         | Mt. Lemmon Survey   |
| 299990 | 2006 UE15              | 17 d'octubre de 2006   | Mount Lemmon         | Mt. Lemmon Survey   |
| 299991 | 2006 UV15              | 17 d'octubre de 2006   | Mount Lemmon         | Mt. Lemmon Survey   |
| 299992 | 2006 UY15              | 17 d'octubre de 2006   | Mount Lemmon         | Mt. Lemmon Survey   |
| 299993 | 2006 US19              | 16 d'octubre de 2006   | Kitt Peak            | Spacewatch          |
| 299994 | 2006 UK20              | 16 d'octubre de 2006   | Kitt Peak            | Spacewatch          |
| 299995 | 2006 UJ24              | 16 d'octubre de 2006   | Kitt Peak            | Spacewatch          |
| 299996 | 2006 UL26              | 16 d'octubre de 2006   | Kitt Peak            | Spacewatch          |
| 299997 | 2006 UE27              | 16 d'octubre de 2006   | Kitt Peak            | Spacewatch          |
| 299998 | 2006 UU28              | 16 d'octubre de 2006   | Kitt Peak            | Spacewatch          |
| 299999 | 2006 UE30              | 16 d'octubre de 2006   | Kitt Peak            | Spacewatch          |
| 300000 | 2006 UW30              | 16 d'octubre de 2006   | Kitt Peak            | Spacewatch          |